# ドリームワークス・アニメーション
ドリームワークス・アニメーション（DreamWorks Animation LLC、DWA、別名: ドリームワークス・アニメーション・スタジオ、単にドリームワークスとも呼ばれる）は、アニメーション映画やテレビ番組を製作するアメリカのアニメーションスタジオである。NBCユニバーサルの一部門であるユニバーサル・ピクチャーズの子会社であり、そのユニバーサル・ピクチャーズ自体もコムキャストの一部門である。同スタジオは2023年6月現在、合計46本の長編映画を公開しており、そのうち44本は劇場公開されている。その中には、史上最高の興行収入を記録したアニメーション映画がいくつか含まれており、『シュレック2』（2004年）は公開当時最高の興行収入を記録した。同スタジオの第1作『アンツ』は1998年10月2日に公開され、最新作は2023年6月30日の『ルビー・ギルマン、ティーンエイジ・クラーケン』である。今後の公開予定作品には、2023年11月17日の『トロールズ・バンド・トゥギャザー』、2024年3月8日の『カンフー・パンダ4』などがある。
1994年にドリームワークス・ピクチャーズの一部門として、アンブリン・エンターテインメントの旧アニメーション部門であるアンブリメーション出身者を中心に設立され、2004年に独立した。NBCユニバーサルは2016年、38億ドルを投じてドリームワークス・アニメーションを買収した。同スタジオは元々、伝統的な手描きアニメ作品や、アードマン・アニメーションズとの3本のクレイアニメーション共同製作作品を製作していたが、現在はコンピュータアニメーションを中心に製作している。その作品は、『プリンス・オブ・エジプト』、『ウォレスとグルミット 野菜畑で大ピンチ!』、『シュレック』シリーズ、『マダガスカル』シリーズ、『カンフー・パンダ』シリーズ、『ヒックとドラゴン』シリーズなどがあり、アカデミー賞3部門、エミー賞41部門、アニー賞多数、ゴールデングローブ賞や英国映画テレビ芸術アカデミーに複数ノミネートされるなど、さまざまな賞を受賞した。
ドリームワークス・アニメーションが製作した作品は、2005年までドリームワークス・ピクチャーズが配給していた。2006年から2012年まではパラマウント・ピクチャーズが配給し、2013年から2017年までは20世紀フォックス（現・20世紀スタジオ）が配給した。2019年以降のDWA作品はすべてユニバーサル・ピクチャーズを通じて公開されており、ユニバーサル・ピクチャーズは過去の作品に関する権利のほとんど所有している。

## 歴史

### ドリームワークスSKG時代（1994年 - 2004年）
1994年10月12日、映画監督兼プロデューサーのスティーヴン・スピルバーグ、元ディズニー幹部のジェフリー・カッツェンバーグ、ミュージック・エグゼクティブのデヴィッド・ゲフィンというエンターテインメントを代表する3者が、ドリームワークスSKGを設立した（3文字は設立者たちの苗字から）。スピルバーグは、人材基盤を構築するため、ロンドンを拠点とする自身のスタジオ、アンブリメーションからアーティストを呼び寄せ、カッツェンバーグは、ディズニーからトップクラスのアニメーションスタッフを採用した。アンブリメーションのアーティストの一部は、同スタジオの最後の長編作品『バルト』が完成した1995年にドリームワークスに移籍し、残りは1997年の同スタジオ閉鎖後に移籍した。
1995年、ドリームワークスはパシフィック・データ・イメージズと共同製作契約を結び、子会社PDI, LLCを設立（PDI, LLCの60%をPDIが、40%をドリームワークスSKGが所有）。この新部門は、1998年の『アンツ』を皮切りに、CG長編映画を製作した。同年、ドリームワークスSKGは、CGI技術と伝統的なアニメーション技術の両方を駆使した『プリンス・オブ・エジプト』を製作した。
1997年、ドリームワークスはイギリスのクレイアニメーション・スタジオ、アードマン・アニメーションズと提携し、すでにプリプロダクション中だったクレイアニメーション映画『チキンラン』（2000年）を共同製作・配給した。その2年後には、さらに4本の契約を延長した。アードマンがクレイアニメーションを手がけ、、伝統的な手描きアニメ作品とCGアニメーション作品が加わることで、3つのアニメーションスタイルを全て包括することになった。この提携により、ドリームワークスはブリストルでのクレイアニメーション映画の製作に参加し、アードマンはアメリカで製作されるCG映画の一部にも参加することになった。
その3年後の2000年、ドリームワークスSKGは、両方のタイプの長編アニメーション映画を定期的に製作する新事業部門、ドリームワークス・アニメーション（DreamWorks Animation、DWA）を設立した。同年、DWはPDIの株式の過半数（90%）を取得し、新事業部門の北カリフォルニア支社であるPDI/ドリームワークスに改組した。
2001年に公開された『シュレック』は、第1回アカデミー賞長編アニメ映画賞を受賞した。CGアニメーションの成功により、DWAは同年、『スピリット』（2002年）、『シンドバッド 7つの海の伝説』（2003年）の2作品を最後に手描きアニメーション事業から撤退することを決定した。『シュレック2』（2004年）を皮切りに、アードマンと共同製作したクレイアニメーション映画『ウォレスとグルミット 野菜畑で大ピンチ!』（2005年）以外の公開作品はすべてCGで製作された。また、『シュレック2』と『シャーク・テイル』の公開により、DWAは1年間に2本のCG長編アニメーションを製作した初のアニメーションスタジオとなった。

### 公開会社（2004年 - 2016年）

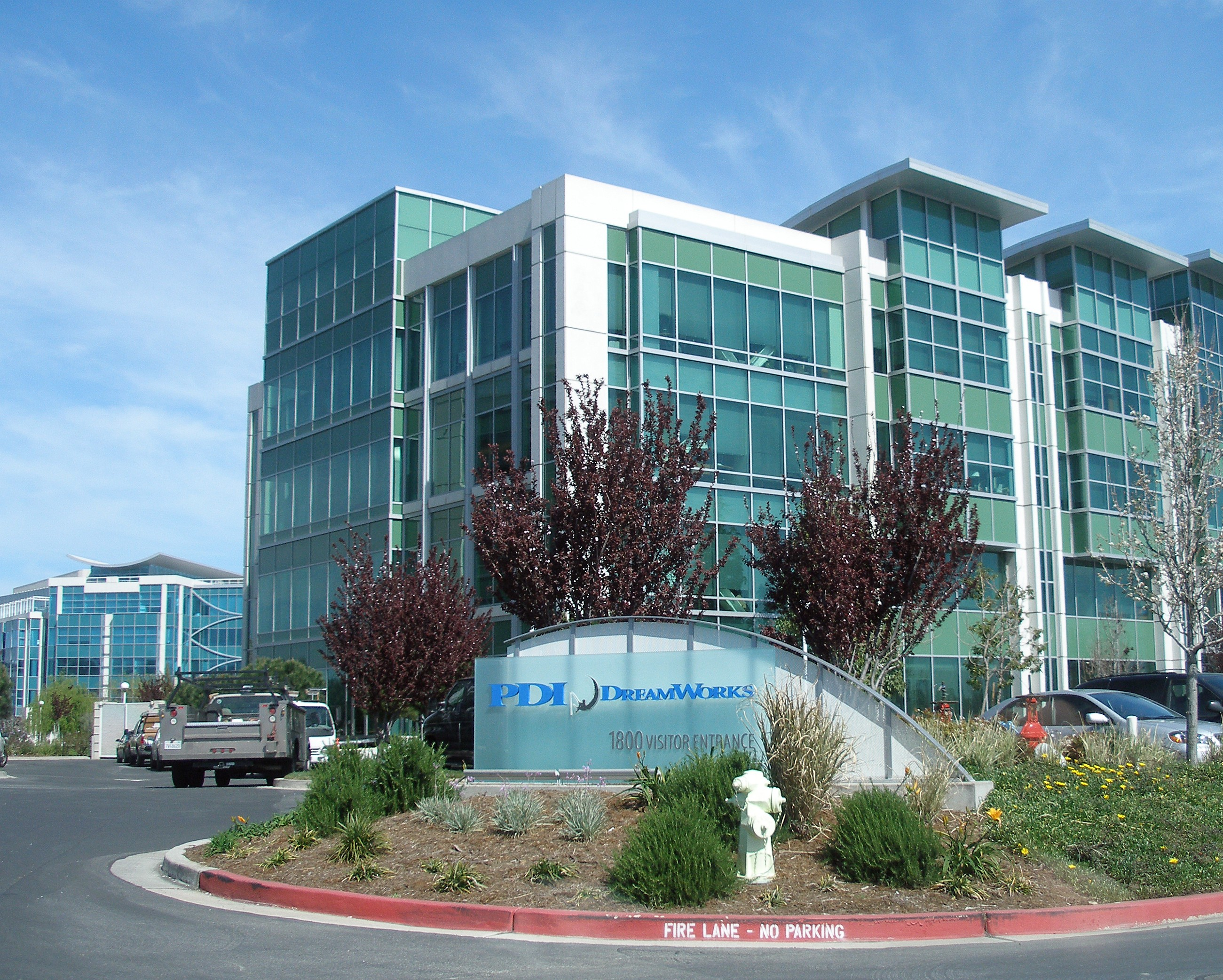
カリフォルニア州レッドウッドシティのPDI/ドリームワークス・スタジオ

2004年10月27日、アニメーション部門はDreamWorks Animation SKG, Inc.として独立し、ニューヨーク証券取引所で上場された。カッツェンバーグが新部門のトップとなり、スピルバーグとゲフィンは投資家およびコンサルタントとして取締役に留まった。DWAはPDI/ドリームワークスの持分も引き継いだ。DWAは旧親会社と、12本の新作を公開するまで、もしくは2010年12月12日のいずれか遅い日まで、全作品を配給する契約を結んだ。
2006年1月31日、DWAはパラマウント・ピクチャーズと配給契約を結んだ。パラマウントは数日前にDWAの前親会社であり配給パートナーであったドリームワークスSKGを買収していた。この契約により、パラマウントは、13本の新作長編アニメーション映画の公開または2012年12月31日のいずれか遅い日まで、過去に公開されたすべてのアニメーション映画を含む、すべてのアニメーション映画の配給権を全世界に付与した。『ウォレスとグルミット 野菜畑で大ピンチ!』は、パラマウントが配給する前に公開した最後の作品であり、『森のリトル・ギャング』は2006年5月にパラマウントが配給した最初の作品である。
DWAとアードマンのパートナーシップは、2006年11月に公開された『マウス・タウン ロディとリタの大冒険』をもって終了した。この発表は、「クリエイティブな相違」を理由に、同作品の公開前の10月3日に行われた。DWAはアードマンと共同製作した全作品の権利の共同所有権を保持したが、例外として『ウォレスとグルミット 野菜畑で大ピンチ!』（2005年）は世界配給権のみを保持した。
2007年3月13日、ドリームワークス・アニメーションは、『モンスターVSエイリアン』（2009年）を皮切りに、すべての作品を3D映像で公開すると発表した。そして、インテルと共同で、新しい3D映画製作技術「InTru3D」を開発した。

2007年から2018年まで使用されたマスコットを除いたプリントロゴ

2008年、DWAは製作パイプラインをインドのベンガルールに拡張し、テクニカラー内に「DreamWorks Dedicated Unit」と名付けた特別部門を設立した。この部門はテクニカラーが所有するが、アニメーターはドリームワークスが雇用・育成し、ドリームワークスのプロジェクトに貢献した。DDUは当初、『メリー・マダガスカル』（2009年）、『シュレック 怖がりやは誰だ』（2010年）などのTVスペシャルとDVDプロジェクトにのみ携わっていた。やがて彼らは、『長ぐつをはいたネコ』（2011年）の一部のアニメーションを担当したのを皮切りに、ドリームワークスの長編映画にも貢献するようになった。
2009年以来、同スタジオは『フォーチュン』の「働きがいのある会社ベスト100」に定期的にランクインした。このリストに掲載された唯一のエンターテインメント企業として、2009年は47位、2010年は6位、2011年は10位、2012年は14位、2013年は12位にランクインした。
2010年以降、同スタジオは2年おきに5本の長編映画を公開する計画を立てていたが、翌年、同スタジオは計画を見直した。しかし、2012年以降、カッツェンバーグは、「DWAが1年に3本の映画を隔年で公開する宣言を放棄しても、年単位で勝負する」と述べた。2010年、DWAは1年に3本の長編CGアニメを公開した初のアニメスタジオとなった。同年、同社は『トロールズ』シリーズの映画化権を購入した。

### 多角化と事業拡大（2012年 - 2015年）
2012年7月、ドリームワークス アニメーションは1億5,500万ドルを投じてクラシックメディアを買収した。2012年8月、ドリームワークス・アニメーションは中国の投資会社と合弁会社を設立し、上海を拠点に中国オリジナル映画とその派生作品を製作するエンターテインメント会社「東方夢作品」を設立した。
『ロサンゼルス・タイムズ』の報道によると、ドリームワークス・アニメーションは、2013年公開の『クルードさんちのはじめての冒険』や『ターボ』などの配給について、ソニー・ピクチャーズと交渉していた。同報道では、ソニーがアメリカでの配給を担当し、20世紀フォックスが国際配給を担当する可能性についても言及した。パラマウントとの契約更新もオープンにされたが、パラマウントにとってより有利な条件での更新に留まった（パラマウントは1年間の契約延長を申し出たが、カッツェンバーグはより良い契約を望んでいた）。同じ頃、ドリームワークス・アニメーションも配給契約の可能性についてワーナー・ブラザースと交渉に入ったが、叶わなかった。
2012年8月、ドリームワークス・アニメーションは20世紀フォックスと全地域を対象とした5年間の配給契約を結んだ。しかし、この契約には過去に公開された作品の配給権は含まれておらず、DWAは後に2014年にパラマウントから取得した。『ガーディアンズ 伝説の勇者たち』（2012年）はパラマウントから配給された最後のドリームワークス・アニメーション作品となり、『クルードさんちのはじめての冒険』はフォックスから配給された最初のドリームワークス・アニメーション作品となった。
2013年4月11日、ドリームワークス・アニメーションは、ダム・ファミリーおよびダムシングスからトロール・ドールの知的財産権を取得したと発表した。フランチャイズに大きな計画を持つドリームワークス・アニメーションは、ダムシングスが引き続きライセンサーであるスカンジナビアを除き、商品化権の独占的な世界的ライセンサーとなった。5月1日、カッツェンバーグとDWAは、YouTubeチャンネルオウサムネスTVを買収する意向を発表した。
翌月、DWAは、ビデオ・オン・デマンドのインターネット・ストリーミング・メディア・プロバイダーであるNetflixに、300時間の独占オリジナル・コンテンツを提供する複数年のコンテンツ契約を発表した。この契約の意図のひとつは、DWAがより確実な収入を確立し、劇場映画市場のみに依存する財務リスクを軽減することにあった。その翌日、DWAはスーパーRTLと、クラシック・メディアのライブラリーとNetflixの作品について、同年9月から5年間のライセンス契約を結んだ。NetflixとスーパーRTLのテレビ契約が成立したことで、DWAは7月下旬、新しいテレビグループであるドリームワークス・アニメーション・テレビジョンの幹部採用を発表した。元ニコロデオン上級幹部のマージー・コーンがグループのテレビ部門責任者に就任した。同年9月、ドリームワークスはロンドンを拠点とするチャップマン・エンターテインメントのTVライブラリーを買収し、DWAのイギリスを拠点とするテレビ配給事業を通じて番組を配給すると発表した。
翌年2月、ドリームワークスはドリームワークス・プレスという新しい出版部門の設立を発表し、印刷物とデジタル形式の書籍を出版することになった。6月、ドリームワークス・アニメーションは、ドン・オリオロが所有するフィリックス・ザ・キャット・プロダクションから『フィリックス・ザ・キャット』の権利を獲得した。同月、オウサムネスTVが運営するドリームワークスTVチャンネルがYouTubeでデビューした。その後、ドリームワークス・アニメーションは7月にパラマウントの2013年以前のライブラリーの配給権を購入し、それ以来、ドリームワークス・アニメーションの当時の配給パートナーであった20世紀フォックスが、2018年まで彼らに代わってライブラリーを配給し、ドリームワークス・アニメーションの姉妹スタジオであるユニバーサル・ピクチャーズがその責任を引き受けた。
同スタジオは2014年末に2度買収が報じられた。まず、9月に日本のコングロマリットであるソフトバンクが34億ドルでドリームワークス・アニメーションの買収交渉を進めていると報じられたが、翌日、ソフトバンクがオファーを撤回したと報じられた。続いて11月12日、ハズブロがドリームワークス・アニメーションの買収交渉を進めていることが報じられた。この提案では、統合後の社名を「ドリームワークス＝ハズブロ」とし、ジェフリー・カッツェンバーグが会長に就任する予定と報じられていたが、方針として、ハズブロもDWAも公にコメントすることはなかった。その2日後、交渉は決裂したと報じられた。
ドリームワークス・アニメーションは2014年12月9日、「ドリームワークス・チャンネル」と呼ばれる独自のチャンネルを設立し、テレビ放送事業への参入を発表した。HBOアジアがアフィリエイト営業、マーケティング、技術サービスを担当し、2015年後半にアジアのいくつかの国（中国と日本を除く）で開始された。同チャンネルは2015年8月1日に英語で初公開され、9月にはタイ語吹き替えチャンネルが開設された。また12月、DWAはオウサムネスTVの株式25％を8,125万ドルでハースト・コミュニケーションズに売却した。
2015年1月5日、ドリームワークス・アニメーションは、『ヒックとドラゴン』シリーズのプロデューサーであるボニー・アーノルドと、『マダガスカル』シリーズのプロデューサーであるミレイユ・ソリアが、同スタジオの長編アニメーション部門の共同社長に就任したことを発表した。同時に、ビル・ダマスキがチーフ・クリエイティブ・オフィサーの職を退くことも発表された。これまでのところ、アーノルドとソリアの現職のもとで、ジェイソン・ライトマンとエドガー・ライトと契約し、彼ら自身のアニメーションデビュー作を手掛けていた。その2週間後、PDI/ドリームワークスは、親会社の大規模なリストラの一環として完全に閉鎖された。

### ユニバーサル・ピクチャーズの買収（2016年 - 現在）
2016年4月28日、コムキャストはNBCユニバーサル部門がドリームワークス・アニメーションを38億ドル（1株当たり41ドル）で買収する意向であることを正式に発表した。ジェフリー・カッツェンバーグはドリームワークス・ニューメディアの責任者として引き続き同社に関わるが、スタジオの経営権はイルミネーションのクリス・メレダンドリCEOに譲り、彼が両方を監督することになった。売却は取締役会によって承認されたが、規制当局の承認が必要であった。
グッゲンハイム・パートナーズのTMTシンポジウムで、NBCユニバーサルのCEOであるスティーブ・バークは、DWAの買収が同社の事業戦略にどのように適合するかについて議論した。バークは、メレダンドリが「既存のドリームワークスのフランチャイズの多くを活用し、新たなフランチャイズを創造しながら付加価値をつける計画であり、マーチャンダイジングやテーマパークのアトラクションに転用可能な新たな知的財産を創造することで、映画ビジネスの一桁台前半の収益を、異なる種類のビジネスに変えることが主な目標である」と説明した。バークは、長編アニメへのコミットメントを再確認し、ユニバーサルはドリームワークスとイルミネーションで分担し、年間4本ものアニメ映画を公開できると述べた。バークはまた、この買収はユニバーサルの中国でのプレゼンス拡大（ユニバーサル・スタジオ・北京の建設）にも有益であると説明した。
ドリームワークス・アニメーションが20世紀フォックスから配給された最後の作品は『スーパーヒーロー・パンツマン』（2017年）で、ユニバーサル・ピクチャーズから配給された最初の作品は『ヒックとドラゴン 聖地への冒険』（2019年）で、その後に『スノーベイビー』（2019年）、『トロールズ ミュージック★パワー』（2020年）、『クルードさんちのあたらしい冒険』（2020年）、『スピリット 未知への冒険』（2021年）、『ボス・ベイビー ファミリー・ミッション』（2021年）、『バッドガイズ』（2022年）、『長ぐつをはいたネコと9つの命』（2022年）が続く。
2016年6月21日、アメリカ合衆国司法省により買収が承認された。買収は2016年8月22日に完了し、同社は現在ユニバーサル・フィルムド・エンタテインメント・グループの一部門として運営されている。
広報担当者は、メレダンドリはユニバーサル・ピクチャーズと協力し、「イルミネーションとドリームワークス・アニメーションにとって最も効果的な道筋」を決定すると述べたが、以前発表されたようにドリームワークスを引き継ぐことはなく、2つのスタジオは別個のままである。アーノルドとソリアは、ドリームワークスの長編アニメーション部門の共同社長としての地位を維持し、マージー・コーンはユニバーサル・ピクチャーズグループ全体のテレビアニメーション部門を率いる。ドリームワークスのデジタル、マーケティング、消費者向け製品、ゲーム部門はNBCユニバーサルに吸収された。
2016年12月21日、ソリアはドリームワークスの長編アニメーション部門の共同社長の職を退いた。
2017年1月、クリストファー・デファリアはドリームワークス・アニメーションに入社し、ドリームワークス長編アニメーション・グループの社長に就任した。デファリアは社長として、スレート戦略、企画、製作、イノベーションとテクノロジー、ビジネスなど、DWAの長編アニメーション事業のあらゆる側面を監督した。
2017年8月1日、ドリームワークス・アニメーションとブラムハウス・プロダクションズが、ブラムハウス初のアニメーション映画『スプーキー・ジャック』を手掛けることが発表された。この作品は当初、2021年9月17日に公開される予定だったが、『バッドガイズ』が公開日を引き継いだため、公開スケジュールから外された。
2017年10月6日、アビジェイ・プラカシュがDWAのCOOに就任することが発表された。その後、彼は『ヒックとドラゴン 聖地への冒険』の公開後の2019年2月にユニバーサル・フィルムド・エンターテインメント・グループの社長に昇格し、ドリームワークス・アニメーションはその3ヵ月後に元ソニー・ピクチャーズ・イメージワークスのランディ・レイクを同社の新最高執行責任者として採用した。
2017年11月13日、ドリームワークス・アニメーションが、ウォルト・ディズニー・アニメーション・スタジオやピクサーが行っているのと同じように、DWAの長編映画の前にオリジナルの短編アニメーションを上映する「ドリームワークス・ショート」と呼ばれる短編プログラムを開始したことが発表された。このプログラムの下で製作される最初の短編映画は、2018年春にプレミア上映された『鳥のカルマ』だった。
2018年2月2日、CMCキャピタル・パートナーズはドリームワークス、上海メディアグループ、上海アライアンス・インベストメントのオリエンタル・ドリームワークス株を買い取り、スタジオを完全所有した。パール・スタジオはドリームワークスと共同で『スノーベイビー』を製作し、同作のオリジナル監督ジル・クルトンが復帰した。
2018年2月27日、ドリームワークス・アニメーションは、ケリー・ベッツが最高財務責任者に昇格したことを発表した。
2018年5月2日、Huluはドリームワークス・アニメーションとの初のライセンス契約を発表し、今後のDWA長編作品とライブラリー作品の独占ストリーミング配信を開始した。DWAは2013年以来、Netflixを通じて独占配信していた。
2018年7月25日、バイアコム・メディア・ネットワークスは、オウサムネスTVを2016年の同社の評価額6億5,000万ドルの数分の一で買収する交渉を進めていると発表した。2日後、バイアコムはオウサムネスTVを2,500万ドルから5,000万ドルで正式に買収し、同社をバイアコム・デジタル・スタジオに統合した。ジョーダン・レヴィンは買収後、CEOの職を退いた。ただし、この買収にはドリームワークスTV YouTubeチャンネルは含まれておらず、NBCユニバーサルが引き続き保持し、マギー・スニーウィック社長が率いる新しいデジタル・エンターテインメント部門であるNBCUデジタル・エンタープライズ・グループに統合された。7月30日、『バラエティ』は、この契約は少なくとも5,000万ドルの価値があると報じた。
2018年11月6日、メレダンドリがユニバーサルとドリームワークスの『シュレック』シリーズの復活に協力することが発表された。しかし、メレダンドリはオリジナルの声優を起用する意向であり、彼らはおそらくシリーズで最も記憶に残る部分であると指摘した。メレダンドリがエグゼクティブ・プロデューサーを務めたこのコラボレーションの最初の作品『長ぐつをはいたネコと9つの命』は、2022年12月に公開され、世界的な賞賛と商業的成功を収めた。
2019年1月9日、デファリアは社長職を退き、ドリームワークス・アニメーション・テレビジョン代表のマージー・コーンが映画とテレビ事業のすべてを統括する立場に昇格した。
2020年1月16日、HuluとNBCユニバーサルの新しい動画配信サービス「Peacock」向けに、ドリームワークス・アニメーションの新作5本が発表された。
2022年8月5日、ドリームワークスはレンダリングソフトウェア「MoonRay」を2022年後半にオープンソースソフトウェアとして公開する計画を発表した。

## ロゴ
ドリームワークス・アニメーションは、月面で釣りをする少年のロゴで知られている。このロゴはドリームワークス・ピクチャーズ作品から生まれ、1997年から使用されるようになった。その後、『アンツ』（1998年）から『シンドバッド 7つの海の伝説』（2003年）まで、ドリームワークス・アニメーションのロゴとして使用された。
2004年、ドリームワークスは、少年が風船で月まで飛んでいくオリジナルのロゴを発表した。このロゴはもともと、映画『シュレック』（2001年）の楽曲「Fairytale」をアレンジしたもので、『シュレック』の共同作曲家の一人であり、『シュレック』シリーズ全体と他のドリームワークス作品の作曲家でもあるハリー・グレッグソン＝ウィリアムズが作曲した。このロゴは『シュレック2』（2004年）から『モンスターVSエイリアン』（2009年）まで使用された。
2010年、ドリームワークスは新たなロゴを発表し、今度は月面で釣りをしている少年が宇宙空間に登場した。ファンファーレ部分がアップデートされ、このロゴは『ヒックとドラゴン』（2010年）から『スーパーヒーロー・パンツマン』（2017年）まで使用された。
2016年にユニバーサル・ピクチャーズに買収されてから2年後、新しいロゴが発表された。アニメーションの進化へのオマージュと言われている。『シュレック』をはじめとするドリームワークス作品のもうひとりの作曲家ジョン・パウエルが作曲した新しいファンファーレを受け継ぎ、『シュレック2』からのいくつかのキューとジョン・ウィリアムズのドリームワークス映画のファンファーレからの音色を適応させてロゴの音楽を作り上げた。このロゴは、2018年に『ヒックとドラゴン 聖地への冒険』（2019年）の最初の予告編でデビューしたが、2019年2月22日、パウエルもスコアを作曲した同作の公開とともに、フルアニメーションバージョンと新しいファンファーレがデビューした。
2022年11月25日、新しいロゴが発表された。月の上の少年は、誰にでも親しみやすいように「ムーン・チャイルド」と改名された。このロゴは、ムーン・チャイルドが三日月の上を飛び、ドリームワークスのキャラクターたちと触れ合いながら、月に落ち着く様子を表現している。『バッドガイズ』、『ヒックとドラゴン』、『カンフー・パンダ』、『ボス・ベイビー』、『トロールズ』、『シュレック』などのキャラクターが登場し、2010年のロゴのファンファーレを手掛けたハリー・グレグソン＝ウィリアムズが、ジョン・パウエルによる以前のファンファーレの要素を取り入れながら、以前のスコアをアレンジしている。このロゴは、プロダクションデザイナーのケンドール・クロンカイト（『トロールズ』）、スザンヌ・ビュアーギー（『ホーム 宇宙人ブーヴのゆかいな大冒険』『スノーベイビー』）、そして10 - 40人のチームによって製作され、完成までに8カ月を要した。ロゴに登場するキャラクターも、より馴染むように異なるデザインになっており、2023年までは作品ごとにキャラクターの外見が変わる予定だ。2022年11月22日、ドリームワークスのYouTubeチャンネルで未公開動画としてデビューし、『長ぐつをはいたネコと9つの命』でスクリーンデビューを果たした。

## アニメーションのプロセス
ドリームワークス・アニメーションの作品の多くは、グレンデール・キャンパスで内部的にアニメーション化されているが、一部の作品は2015年に閉鎖されるまで、ドリームワークスの子会社であるパシフィック・データ・イメージズによってアニメーション化されており、イルミネーション・マック・ガフによってほとんどの作品がアニメーション化されているイルミネーションとやや類似している。映画には、『シュレック』とその続編2作、『マダガスカル』シリーズ、『メガマインド』などがある。『長ぐつをはいたネコ』と『ペンギンズ FROM マダガスカル ザ・ムービー』はバンガロール・キャンパスで部分的にアニメ化された。
さらに、ドリームワークスはアニメーション製作を他のスタジオに委託することもある。例えば、『スーパーヒーロー・パンツマン』のアニメーション製作は、テクニカラー・アニメーション・プロダクションと『スピリット 未知への冒険』とともにミクロス・イマージュが担当し、『ボス・ベイビー ファミリー・ミッション』と『バッドガイズ』の製作アセットもジェリーフィッシュ・ピクチャーズが担当した。ジェリーフィッシュ・ピクチャーズは、『トロールズ ミュージック★パワー』のマーケティングカスタムアニメーションも担当し、『スピリット 未知への冒険』のリギングを担当したミニモVFXも加わった。
ドリームワークス作品の大半は1億2,500万ドルから1億6,500万ドルの間で製作されることが多いが、『モンスターVSエイリアン』は1億7,500万ドルの予算で、同スタジオのこれまでで最も高額な作品である。『ヒックとドラゴン 聖地への冒険』の公開後、ドリームワークス作品は姉妹スタジオであるイルミネーションと同様、6,500万ドルから1億ドルの範囲内でかなり低コストになり始めた。

## 提携関係
ドリームワークス・アニメーションは、2002年以来、ヒューレット・パッカードと継続的なパートナーシップを結んでおり、同スタジオではHPのワークステーションとサーバーを独占的に使用している。2005年、DWAはHPと提携し、HP Halo テレプレゼンス・ソリューションを導入した。HP Halo テレプレゼンス・ソリューションは、異なる場所にいる人々がリアルタイムで対面環境でコミュニケーションすることを可能にする技術である。
2005年、アドバンスト・マイクロ・デバイセズは同スタジオにOpteronプロセッサを提供する3年契約を結んだ。この関係は2008年に終了し、ドリームワークスは今後のすべての製作にインテルXeonプロセッサーを使用すると発表した。同年、両社はInTru3Dと呼ばれる技術を発表し、ドリームワークスは『モンスターVSエイリアン』を皮切りに、今後製作するすべての映画を3Dで制作できるようになった。
ドリームワークスはまた、同社が映画を完成させるためのクラウドベースのストレージを提供するため、ネットアップとも提携している。

### ドリームワークス・エクスペリエンス: ロイヤル・カリビアン・クルーズライン
ドリームワークス・エクスペリエンスは、『シュレック』シリーズのシュレック、フィオナ姫、長ぐつをはいたネコ、キティ・フワフワーテ、『カンフー・パンダ』シリーズのポー、マスター・タイガー、『マダガスカル』シリーズのアレックス、グロリア、キング・ジュリアン、モート、ペンギンズ、『ヒックとドラゴン』シリーズのナイト・フューリー、ミートラグ、ストイック、ヴァルカ、ゲップ、その他ドリームワークス・アニメーションのキャラクターが登場する、アイスショー、アクアショー、セイルアウェイ・パーティー、パレード、ワオ・モーメント、グリーティング、キャラクター・ダイニングなど、キャラクターとのふれあいや体験のパッケージである。
ドリームワークス・エクスペリエンスは、2010年6月にロイヤル・カリビアンのフリーダム・クラス（フリーダム、リバティ）、ボイジャー・クラス（ボイジャー・オブ・ザ・シーズ）、オアシス・クラス（オアシス、アリュール、ハーモニー）、クァンタム・クラス（クァンタム、アンセム、オベーション）の客船を対象に発表された。2019年4月11日、ドリームワークスとロイヤル・カリビアンが契約を更新しなかったため、すべての船からドリームワークス・プログラムが削除された。

### ドリームワークス・エクスペリエンス: ゲイロード・ホテル（2011年 - 2015年）
2011年4月、ナッシュビル、オーランド、ダラス、ワシントンD.C.にあるゲイロード・エンターテイメント所有のゲイロードホテルズで、2015年1月1日までの4年契約でドリームワークス エクスペリエンスを提供することが発表された。ゲイロードがマリオットに買収された後、マリオットのオーナーは契約を更新しなかった。

### ドリームワークス・エクスペリエンス: ドリームワールド（オーストラリア）（2011年 - 2022年）
2011年11月10日、オーストラリアのテーマパーク、ドリームワールドは、ドリームワークス・アニメーションの映画とキャラクターをパークに組み込む3段階計画を発表した。3段階の完成には1,000万ドルの費用がかかると見込まれていた。2011年12月19日、ドリームワールドは、8人のドリームワークス・アニメーションのキャラクターが登場する「ドリームワークス・ホリデー・シュレックタキュラー・ショー」をオープンした。これは、キャラクターをテーマパークに組み込む3段階計画の第1弾であった。ショーは2012年1月27日に終了した。ピークシーズンを終えた2012年2月1日、ドリームワールドはキッズワールドのほとんどのアトラクションをクローズした。8,400平方メートル（90,000平方フィート）のエリアは、2ヶ月かけてドリームワークス・エクスペリエンスのエリアにテーマ変更された。このエリアは2012年3月31日に正式にオープンした。
2012年7月15日、ドリームワールドは、ドリームワークス・アニメーションとの提携の最終段階である「カンフー・パンダ・ランド・オブ・オーエソメネス」の建設続行のため、アトラクション「アバランチ」をクローズした。新エリアには、バンパーカーの新セット、「スカドーシュ」、ドリームワールド8番目のスリルライド、「パンダモニウム」、「カンフーアカデミー」がオープンした。
2022年11月24日、ドリームワールドはパークに5,500万ドルを投資すると発表した。その中には、2023年に既存のドリームワークス・エクスペリエンス・エリアに代わる新しいテーマエリア「ケニーとベリンダのドリームランド」が含まれていた。ほとんどのアトラクションは新エリアに残り、『カンフー・パンダ』をモチーフにしたアトラクションはオーシャン・パレードに移された。

### ドリームプレイ（ドリームワークス）: シティ・オブ・ドリームス・マニラ
シティ・オブ・ドリームス・マニラ内にある世界初の屋内型インタラクティブ・プレイ&クリエイティビティ・センター・テーマパークが2015年6月12日にオープンした。

### ドリームワークス・ウォーター・パーク
2012年7月11日、当時のCEOジェフリー・カッツェンバーグは、ニュージャージー州イーストラザフォードのアメリカン・ドリームに屋内ウォーターパーク「ドリームワークス・ウォーター・パーク」を建設すると発表した。同パークには、『シュレック』シリーズ、『マダガスカル』シリーズ、『カンフー・パンダ』シリーズ、『ヒックとドラゴン』シリーズのアトラクションが設置された。トリプル・ファイブ・グループは2018年6月、ウォーターパークは2019年末にオープンするとされた。2018年11月までに、モールのコミュニケーション担当副社長は、ウォーターパークは2019年9月にオープンすると発表した。その日までに、オープンは2019年11月27日に延期された。オープン予定日の数日前の2019年11月21日には、2020年3月19日に延期された。しかし、新型コロナウイルス感染症の世界的流行のため、オープン日は無期限に延期された。最終的に2020年10月1日にオープンした。

### ドリームワークス・ランド
2023年7月20日、ユニバーサル・スタジオ・フロリダは、ユニバーサル・オーランド・リゾートの旧キッズゾーンに代わり、ドリームワークス・ランドとして知られる新しいテーマエリアを2024年にオープンすると発表した。このエリアには、『シュレック』シリーズ、『カンフー・パンダ』シリーズ、『トロールズ』シリーズ、『ギャビーのドールハウス』など、ドリームワークス・アニメーションのキャラクターが登場する予定。

## 日本での劇場公開と配給会社の変遷
日本では2004年に公開された『シャーク・テイル』以降、当時の角川グループのアスミック・エースがドリームワークス・アニメーション作品を配給していたが、本社をバイアコムが買収したことによって『マダガスカル2』（2008年）から『マダガスカル3』（2012年）までの作品は、当時のパラマウント・ピクチャーズが配給するようになった。日本での配給権はその後、『トロールズ』（2016年）の公開まで、20世紀フォックスに引き継がれた。
ところが、20世紀フォックスは『ガーディアンズ 伝説の勇者たち』（2012年）、『クルードさんちのはじめての冒険』（2013年）、『ターボ』（2013年）、『天才犬ピーボ博士のタイムトラベル』（2014年）、『ホーム 宇宙人ブーヴのゆかいな大冒険』（2015年）、『トロールズ』（2016年）の6作品を連続で、日本では劇場未公開のままDVDスルーにするという判断を下した。パラマウント・ピクチャーズ配給時代に日本公開された前作の熱心なファンからの要望で、『ヒックとドラゴン2』（2014年）は本国公開から9か月後の2015年3月に一部劇場で無料公開されることとなった。しかし、『ペンギンズ FROM マダガスカル ザ・ムービー』（2014年）は特定のシネコンでの限定上映、『カンフー・パンダ3』（2016年）は当時日本でサービスを始めたばかりのNetflixの配信に留まった。
2016年にドリームワークスがNBCユニバーサルに買収されたものの、『ボス・ベイビー』（2017年）においては、20世紀フォックスによる配給が続いた。前例通り、日本での劇場未公開になることが懸念されたが、特例救済処置として日本での配給が東宝東和に変更となった。よって日本での公開が決定したものの、1年遅れることとなった。
2019年より世界的な配給はユニバーサルが行い、現在、日本での配給は東宝東和とギャガが共同で行っている。一方、ドリームワークス・アニメーション版を基にした初の実写作品である2025年公開の『ヒックとドラゴン』は東宝東和単独での配給となる。

## 作品
ジェフリー・カッツェンバーグは「ディズニーは子供と、大人の中にある子供心に向けて映画を作るが、ドリームワークスはフライシャー・スタジオの様な大人と、子供の中にある大人心に向けて映画を作る」と語っており、中には残虐な描写や皮肉的な内容を含んだ作品も多く存在する。

### 長編映画

#### 公開済みの作品
| #  | 邦題                                         | 原題                                           | 公開日         | 日本公開日/発売日/配信日 | 製作費          | 興行収入     | RT  | MC |
| -- | -------------------------------------------- | ---------------------------------------------- | -------------- | ------------------------ | --------------- | ------------ | --- | -- |
| 1  | アンツ                                       | Antz                                           | 1998年10月02日 | 1998年11月14日           | $105,000,000    | $171,757,863 | 92% | 73 |
| 2  | プリンス・オブ・エジプト                     | The Prince of Egypt                            | 1998年12月18日 | 1999年07月24日           | $70,000,000     | $218,613,188 | 79% | 64 |
| 3  | エル・ドラド 黄金の都                        | The Road to El Dorado                          | 2000年03月31日 | 2001年06月16日           | $95,000,000     | $76,432,727  | 49% | 51 |
| 4  | チキンラン                                   | Chicken Run                                    | 2000年06月23日 | 2001年04月14日           | $45,000,000     | $224,834,564 | 97% | 88 |
| 5  | シュレック                                   | Shrek                                          | 2001年05月18日 | 2001年12月15日           | $60,000,000     | $484,409,218 | 88% | 84 |
| 6  | きれいな涙 スピリット                        | Spirit: Stallion of the Cimarron               | 2002年05月24日 | 2003年04月19日           | $80,000,000     | $122,563,539 | 69% | 52 |
| 7  | シンドバッド 7つの海の伝説                   | Sinbad: Legend of the Seven Seas               | 2003年07月02日 | 2005年07月22日1          | $60,000,000     | $80,773,077  | 45% | 48 |
| 8  | シュレック2                                  | Shrek 2                                        | 2004年05月19日 | 2004年07月24日           | $150,000,000    | $928,760,770 | 89% | 75 |
| 9  | シャーク・テイル                             | Shark Tale                                     | 2004年10月01日 | 2005年03月05日           | $75,000,000     | $374,583,879 | 35% | 48 |
| 10 | マダガスカル                                 | Madagascar                                     | 2005年05月27日 | 2005年08月13日           | $78,000,000     | $542,063,846 | 55% | 57 |
| 11 | ウォレスとグルミット 野菜畑で大ピンチ!       | Wallace & Gromit: The Curse of the Were-Rabbit | 2005年10月07日 | 2006年03月18日           | $30,000,000     | $194,111,171 | 95% | 87 |
| 12 | 森のリトル・ギャング                         | Over the Hedge                                 | 2006年05月19日 | 2006年08月05日           | $80,000,000     | $339,795,890 | 75% | 67 |
| 13 | マウス・タウン ロディとリタの大冒険          | Flushed Away                                   | 2006年11月03日 | 2007年03月24日1          | $149,000,000    | $178,281,554 | 73% | 74 |
| 14 | シュレック3                                  | Shrek the Third                                | 2007年05月18日 | 2007年06月30日           | $160,000,000    | $813,367,380 | 42% | 58 |
| 15 | ビー・ムービー                               | Bee Movie                                      | 2007年11月02日 | 2008年01月26日           | $150,000,000    | $293,514,336 | 50% | 54 |
| 16 | カンフー・パンダ                             | Kung Fu Panda                                  | 2008年06月06日 | 2008年07月26日           | $130,000,000    | $631,744,560 | 87% | 74 |
| 17 | マダガスカル2                                | Madagascar: Escape 2 Africa                    | 2008年11月07日 | 2009年03月14日           | $150,000,000    | $603,900,354 | 64% | 61 |
| 18 | モンスターVSエイリアン                       | Monsters vs. Aliens                            | 2009年03月27日 | 2009年07月11日           | $175,000,000    | $381,509,870 | 73% | 56 |
| 19 | ヒックとドラゴン                             | How to Train Your Dragon                       | 2010年03月26日 | 2010年08月07日           | $165,000,000    | $494,878,759 | 99% | 75 |
| 20 | シュレック フォーエバー                      | Shrek Forever After                            | 2010年05月21日 | 2010年12月18日           | $165,000,000    | $752,600,867 | 57% | 58 |
| 21 | メガマインド                                 | Megamind                                       | 2010年11月05日 | 2014年03月05日3          | $130,000,000    | $321,885,765 | 73% | 63 |
| 22 | カンフー・パンダ2                            | Kung Fu Panda 2                                | 2011年05月26日 | 2011年08月19日           | $150,000,000    | $665,692,281 | 81% | 67 |
| 23 | 長ぐつをはいたネコ                           | Puss in Boots                                  | 2011年10月28日 | 2012年03月17日           | $130,000,000    | $554,987,477 | 86% | 65 |
| 24 | マダガスカル3                                | Madagascar 3: Europe's Most Wanted             | 2012年06月08日 | 2012年08月01日           | $145,000,000    | $746,921,274 | 78% | 60 |
| 25 | ガーディアンズ 伝説の勇者たち                | Rise of the Guardians                          | 2012年11月21日 | 2013年11月22日1          | $145,000,000    | $306,941,670 | 74% | 58 |
| 26 | クルードさんちのはじめての冒険               | The Croods                                     | 2013年03月22日 | 2013年11月20日1          | $135,000,000    | $587,204,668 | 71% | 55 |
| 27 | ターボ                                       | Turbo                                          | 2013年07月17日 | 2014年04月23日1          | $135,000,000    | $282,570,682 | 67% | 58 |
| 28 | 天才犬ピーボ博士のタイムトラベル             | Mr. Peabody & Sherman                          | 2014年03月07日 | 2015年12月02日1          | $145,000,000    | $275,698,039 | 81% | 59 |
| 29 | ヒックとドラゴン2                            | How to Train Your Dragon 2                     | 2014年06月13日 | 2015年03月19日4          | $145,000,000    | $621,537,519 | 92% | 77 |
| 30 | ペンギンズ FROM マダガスカル ザ・ムービー    | Penguins of Madagascar                         | 2014年11月26日 | 2015年11月14日4          | $132,000,000    | $373,515,621 | 74% | 53 |
| 31 | ホーム 宇宙人ブーヴのゆかいな大冒険          | Home                                           | 2015年03月27日 | 2016年07月06日1          | $135,000,000    | $386,041,607 | 53% | 55 |
| 32 | カンフー・パンダ3                            | Kung Fu Panda 3                                | 2016年01月29日 | 2016年08月19日3          | $145,000,000    | $521,170,825 | 87% | 66 |
| 33 | トロールズ                                   | Trolls                                         | 2016年11月04日 | 2017年08月02日1          | $125,000,000    | $346,864,462 | 75% | 55 |
| 34 | ボス・ベイビー                               | The Boss Baby                                  | 2017年03月31日 | 2018年03月21日           | $125,000,000    | $527,965,936 | 53% | 50 |
| 35 | スーパーヒーロー・パンツマン                 | Captain Underpants: The First Epic Movie       | 2017年06月02日 | 2018年06月06日1          | $38,000,000     | $125,427,681 | 87% | 69 |
| 36 | ヒックとドラゴン 聖地への冒険                | How to Train Your Dragon: The Hidden World     | 2019年02月22日 | 2019年12月20日           | $129,000,000    | $521,799,505 | 90% | 71 |
| 37 | スノーベイビー                               | Abominable                                     | 2019年09月27日 | 2020年06月03日1          | $75,000,000     | $179,053,956 | 82% | 61 |
| 38 | トロールズ ミュージック★パワー               | Trolls World Tour                              | 2020年04月10日 | 2020年10月02日           | $90–100,000,000 | $47,196,831  | 71% | 51 |
| 39 | クルードさんちのあたらしい冒険               | The Croods: A New Age                          | 2020年11月25日 | 2021年12月22日1          | $65,000,000     | $215,905,815 | 77% | 56 |
| 40 | スピリット 未知への冒険                      | Spirit Untamed                                 | 2021年06月04日 | 2021年12月22日1          | $30,000,000     | $42,636,215  | 47% | 49 |
| 41 | ボス・ベイビー ファミリー・ミッション        | The Boss Baby: Family Business                 | 2021年07月02日 | 2021年12月17日           | $82,000,000     | $146,745,280 | 46% | 39 |
| 42 | バッドガイズ                                 | The Bad Guys                                   | 2022年04月15日 | 2022年10月07日           | $69–80,000,000  | $250,667,971 | 88% | 64 |
| 43 | 長ぐつをはいたネコと9つの命                  | Puss in Boots: The Last Wish                   | 2022年12月21日 | 2023年03月17日           | $90,000,000     | $484,759,046 | 95% | 73 |
| 44 | ルビー・ギルマン、ティーンエイジ・クラーケン | Ruby Gillman, Teenage Kraken                   | 2023年06月30日 | 2023年12月27日3          | $70,000,000     | $41,800,000  | 66% | 50 |
| 45 | トロールズ バンド・トゥゲザー                | Trolls Band Together                           | 2023年11月17日 | 2024年12月4日1           | $95,000,000     | $212,000,000 | 60% | 53 |
| 46 | カンフー・パンダ 4 伝説のマスター降臨        | Kung Fu Panda 4                                | 2024年03月08日 | 2024年12月4日1           | $85,000,000     | $455,000,000 | 86% | 54 |
| 47 | 野生の島のロズ                               | The Wild Robot                                 | 2024年09月20日 | 2025年02月07日           | $78,000,000     | $324,200,000 | 98% | 85 |
| 48 | DOG MAN                                      | Dog Man                                        | 2025年01月31日 | 2025年07月01日3          | $40,000,000     | $145,300,000 | 80% | 66 |
| 49 | バッドガイズ2（原題）                        | The Bad Guys 2                                 | 2025年08月01日 | 公開日未定               | $80,000,000     | $10,200,000  | 84% | 64 |
備考
1. ビデオスルー
2. テレビ放送
3. 配信スルー（VOD）
4. 限定劇場公開

#### 公開前の作品
| #  | 邦題                                        | 原題                         | 公開日         | 日本公開日 | 出典 |
| -- | ------------------------------------------- | ---------------------------- | -------------- | ---------- | ---- |
| 51 | ギャビーのドールハウス:ザ・ムービー（原題） | Gabby's Dollhouse: The Movie | 2025年09月26日 | 公開日未定 |      |
| 52 | フォーゴッテン・アイランド（原題）          | Forgotten Island             | 2026年09月25日 | 公開日未定 |      |
| 53 | ヒックとドラゴン2（原題）                   | How to Train Your Dragon 2   | 2027年6月11日  | 公開日未定 |      |
| 54 | シュレック5（原題）                         | Shrek 5                      | 2027年6月30日  | 公開日未定 |      |
| 55 | ココメロン:ザ・ムービー（原題）             | Cocomelon: The Movie         | 2027年         | 公開日未定 |      |

#### 企画中の作品
| 邦題                  | 原題         | 出典 |
| --------------------- | ------------ | ---- |
| マダガスカル4（原題） | Madagascar 4 |      |
| トロールズ4（原題）   | Trolls 4     |      |

### ビデオ映画
| # | 邦題                  | 原題                   | 発売日         |
| - | --------------------- | ---------------------- | -------------- |
| 1 | ヨセフ物語 〜夢の力〜 | Joseph: King of Dreams | 2000年11月07日 |

### ネット配信映画
| #  | 邦題                                       | 原題                                               | 配信日         | ネットワーク |
| -- | ------------------------------------------ | -------------------------------------------------- | -------------- | ------------ |
| 1  |                                            | Puss in Book: Trapped in an Epic Tale              | 2017年6月20日  | Netflix      |
| 2  |                                            | Home for the Holidays                              | 2017年12月1日  | Netflix      |
| 3  |                                            | The Nock and the Treeples                          | 2018年         | Netflix      |
| 4  |                                            | The Spooky Tale of Captain Underpants: Hack-a-Ween | 2019年10月8日  | Netflix      |
| 5  |                                            | Spirit Riding Free: Spirit of Christmas            | 2019年12月6日  | Netflix      |
| 6  |                                            | Captain Underpants: Epic Choice O' Rama            | 2020年2月11日  | Netflix      |
| 7  |                                            | Dragons: Rescue Riders: Hunt for the Golden Dragon | 2020年3月27日  | Netflix      |
| 8  |                                            | Dragons: Rescue Riders: Secrets of the Songwing    | 2020年7月24日  | Netflix      |
| 9  |                                            | The Boss Baby: Get That Baby                       | 2020年9月1日   | Netflix      |
| 10 |                                            | Madagascar: A Little Wild: A Fang-Tastic Halloween | 2020年10月21日 | Peacock Hulu |
| 11 |                                            | Dragons: Rescue Riders: Huttsgalor Holiday         | 2020年11月24日 | Netflix      |
| 12 |                                            | Captain Underpants: Mega Blissmas                  | 2020年12月4日  | Netflix      |
| 13 |                                            | Spirit Riding Free: Ride Along Adventure           | 2020年12月6日  | Netflix      |
| 14 |                                            | Madagascar: A Little Wild: Holiday Goose Chase     | 2021年11月26日 | Peacock Hulu |
| 15 | トロールハンターズ: ライジング・タイタンズ | Trollhunters: Rise of the Titans                   | 2021年7月21日  | Netflix      |
| 16 |                                            | Jurassic World Camp Cretaceous: Hidden Adventure   | 2022年11月15日 | Netflix      |
| 17 |                                            | The Boss Baby Christmas Bonus                      | 2022年12月6日  | Netflix      |
| 18 | バッドガイズ: めっちゃバッドなクリスマス!? | The Bad Guys: A Very Bad Holiday                   | 2023年11月30日 | Netflix      |
| 19 | オリオンと暗闇                             | Orion and the Dark                                 | 2024年2月2日   | Netflix      |
| 20 |                                            | Megamind vs. the Doom Syndicate                    | 2024年8月1日   | Peacock      |

### テレビスペシャル
| #  | 邦題                                                    | 原題                                                  | 放送日         | ネットワーク    |
| -- | ------------------------------------------------------- | ----------------------------------------------------- | -------------- | --------------- |
| 1  | シュレックの愉快なクリスマス                            | Shrek the Halls                                       | 2007年11月28日 | ABC             |
| 2  | モンスターVSエイリアン 宇宙カボチャあらわる             | Monsters vs. Aliens: Mutant Pumpkins from Outer Space | 2009年10月28日 | NBC             |
| 3  | メリー・マダガスカル                                    | Merry Madagascar                                      | 2009年11月17日 | NBC             |
| 4  | シュレック 怖がりやは誰だ                               | Scared Shrekless                                      | 2010年10月28日 | NBC             |
| 5  | カンフー・パンダ ホリデイ                               | Kung Fu Panda Holiday                                 | 2010年11月24日 | NBC             |
| 6  | ドラゴンの贈り物                                        | Dragons: Gift of the Night Fury                       | 2011年11月15日 | Direct-to-video |
| 7  | ラブラブ・マダガスカル                                  | Madly Madagascar                                      | 2013年01月29日 | Direct-to-video |
| 8  | 長ぐつをはいたネコ: おとぎ話から脱出せよ!               | Puss in Book: Trapped in an Epic Tale                 | 2017年06月20日 | Netflix         |
| 9  | トロールズ みんなのハッピーホリデー!                    | Trolls Holiday                                        | 2017年11月24日 | NBC             |
| 10 | ホーム 宇宙人ブーヴのクリスマス                         | Home For the Holidays                                 | 2017年12月01日 | Netflix         |
| 11 | ヒックとドラゴン 受け継ぐ者たち                         | How to Train Your Dragon: Homecoming                  | 2019年12月03日 | NBC             |
| 12 | スピリット: 自由に駆け抜けて －クリスマス・スピリット－ | Spirit Riding Free: Spirit of Christmas               | 2019年12月06日 | Netflix         |
| 13 | ドラゴンレスキューライダーズ: 黄金の卵を探せ            | Dragons: Rescue Riders: Hunt for the Golden Dragon    | 2020年03月27日 | Netflix         |
| 14 | ドラゴンレスキューライダーズ: ソングウィングの秘密      | Dragons: Rescue Riders: Secrets of the Songwing       | 2020年07月24日 | Netflix         |
| 15 | ドラゴンレスキューライダーズ: ハッツゲイローの冬祭り    | Dragons: Rescue Riders: Huttsgalor Holiday            | 2020年11月24日 | Netflix         |
| 16 | トロールズ ホリデー・ハーモニー                         | Trolls: Holiday in Harmony                            | 2021年11月26日 | NBC             |

### 短編映画
| #  | 邦題                                                                    | 原題                                                    | 発売日         |
| -- | ----------------------------------------------------------------------- | ------------------------------------------------------- | -------------- |
| 1  | シュレック・カラオケ・ダンス・パーティ                                  | Shrek in the Swamp Karaoke Dance Party                  | 2001年11月02日 |
| 2  | シュレック 4-D アドベンチャー （幽霊になったファークアード卿）          | Shrek 4-D (The Ghost of Lord Farquaad)                  | 2003年05月22日 |
| 3  | サイクロプスの島                                                        | Cyclops Island                                          | 2003年11月18日 |
| 4  | "遠い遠い国"アイドル・コンテスト                                        | Far Far Away Idol                                       | 2004年11月05日 |
| 5  | クラブ・オスカー                                                        | Club Oscar                                              | 2005年02月08日 |
| 6  | マダガスカル・ペンギン大作戦                                            | The Madagascar Penguins in a Christmas Caper            | 2005年10月07日 |
| 7  |                                                                         | First Flight                                            | 2006年05月19日 |
| 8  | ハミーのどっきりブーメラン                                              | Hammy's Boomerang Adventure                             | 2006年10月17日 |
| 9  | マスター・ファイブの秘密                                                | Secrets of the Furious Five                             | 2008年11月09日 |
| 10 | ボブのびっくりバースデー                                                | B.O.B.'s Big Break                                      | 2009年09月29日 |
| 11 | ボーン・クラッシャーの伝説                                              | Legend of the Boneknapper Dragon                        | 2010年10月15日 |
| 12 | ドンキーのクリスマスパーティ                                            | Donkey’s Caroling Christmas-tacular                     | 2010年12月07日 |
| 13 | メガマインド 破滅のボタン                                               | Megamind: The Button of Doom                            | 2011年02月25日 |
| 14 |                                                                         | Thriller Night                                          | 2011年09月13日 |
| 15 | シュレック 3匹のこぶたとオオカミ                                        | The Pig Who Cried Werewolf                              | 2011年10月03日 |
| 16 | モンスターVSエイリアン 生きたニンジンの呪い                             | Night of the Living Carrots                             | 2011年10月12日 |
| 17 | ドラゴンの書                                                            | Book of Dragons                                         | 2011年11月15日 |
| 18 | カンフーパンダ マスターへの道                                           | Kung Fu Panda: Secrets of the Masters                   | 2011年12月13日 |
| 19 | 長ぐつをはいたネコ 『悪の三銃士』                                       | Puss in Boots: The Three Diablos                        | 2012年02月24日 |
| 20 |                                                                         | Almost Home                                             | 2014年03月07日 |
| 21 |                                                                         | Rocky & Bullwinkle                                      | 2014年10月14日 |
| 22 | ドラゴン・レースの幕開け                                                | Dawn of the Dragon Racers                               | 2014年11月11日 |
| 23 | カンフー・パンダ 秘密の巻物                                             | Kung Fu Panda: Secrets of the Scroll                    | 2015年12月14日 |
| 24 | 華麗なるダンサー メイメイ                                               | Panda Paws                                              | 2016年05月15日 |
| 25 |                                                                         | Kung Fu Panda: Unstoppable Awesomeness                  | 2016年12月15日 |
| 26 | 時空を超えた宝探しの冒険                                                | The Boss Baby and Tim's Treasure Hunt Through Time      | 2017年07月04日 |
| 27 | 鳥のカルマ                                                              | Bird Karma                                              | 2018年02月23日 |
| 28 | ドリームワークス・シアター （カンフー・パンダ: エンペラーズ・クエスト） | DreamWorks Theatre (Kung Fu Panda: The Emperor’s Quest) | 2018年06月15日 |
| 29 | ビルビー                                                                | Bilby                                                   | 2018年06月16日 |
| 30 | 独りぼっちのロボット                                                    | Marooned                                                | 2019年09月27日 |
| 31 | スノーベイビーの発表会                                                  | Show and Tell                                           | 2019年12月17日 |
| 32 | タイニー・ダイヤモンドの始業式                                          | Tiny Diamond Goes Back to School                        | 2020年07月07日 |
| 33 | ジェラードへの手紙                                                      | To: Gerard                                              | 2020年12月17日 |
| 34 | ファミリー・ムービーナイト                                              | Family Movie Night: Little Red Bronana Bread            | 2021年02月23日 |
| 35 | 今日の日記: 世界初のいたずら                                            | Dear Diary: World's First Pranks                        | 2021年02月23日 |
| 36 | プレシャス・テンプルトン あるポニーのお話                               | Precious Templeton: A Pony Tale                         | 2021年09月14日 |
| 37 | マラスキーノ・ルビー                                                    | The Bad Guys in Maraschino Ruby                         | 2022年06月21日 |
| 38 | 三叉の矛                                                                | The Trident                                             | 2023年02月28日 |
| 39 | 3人なら無敵                                                             | It Takes Three                                          | 2024年01月16日 |
| 40 | 肉まん対決                                                              | Dueling Dumplings                                       | 2024年05月28日 |
| 41 |                                                                         | The Bad Guys Little Lies and Alibis                     | 2025年01月31日 |

### テレビシリーズ
| #  | 邦題                                                  | 原題                                           | 初回放送日     | 最終回放送日   | ネットワーク                                                            |
| -- | ----------------------------------------------------- | ---------------------------------------------- | -------------- | -------------- | ----------------------------------------------------------------------- |
| 1  | スティーブン・スピルバーグのトゥーンシルバニア        | Toonsylvania                                   | 1998年02月14日 | 1998年12月21日 | Fox Kids                                                                |
| 2  | インヴェイジョンUSA                                   | Invasion America                               | 1998年06月08日 | 1998年07月07日 | The WB/Kids' WB                                                         |
| 3  | エボリューション The Animated                         | Alienators: Evolution Continues                | 2001年09月15日 | 2002年06月22日 | Fox Kids                                                                |
| 4  | アニマル天国は今日も晴れ                              | Father of the Pride                            | 2004年08月31日 | 2004年12月28日 | NBC                                                                     |
| 5  | ザ・ペンギンズ from マダガスカル                      | The Penguins of Madagascar                     | 2009年03月28日 | 2015年12月19日 | ニコロデオン                                                            |
| 6  |                                                       | Neighbors from Hell                            | 2010年06月07日 | 2010年07月26日 | TBS                                                                     |
| 7  | カンフー・パンダ ザ・シリーズ                         | Kung Fu Panda: Legends of Awesomeness          | 2011年11月07日 | 2016年06月29日 | ニコロデオン                                                            |
| 8  | ヒックとドラゴン                                      | DreamWorks Dragons                             | 2012年08月07日 | 2018年02月16日 | カートゥーン ネットワーク（2012年 - 2014年） Netflix（2015年 - 2018年） |
| 9  |                                                       | Monsters vs. Aliens                            | 2013年03月23日 | 2014年02月08日 | ニコロデオン                                                            |
| 10 |                                                       | Turbo FAST                                     | 2013年12月24日 | 2016年02月05日 | Netflix                                                                 |
| 11 |                                                       | Veggie Tales in the House                      | 2014年11月26日 | 2016年09月23日 | Netflix                                                                 |
| 12 | バンザイ! キング・ジュリアン                          | All Hail King Julien                           | 2014年12月19日 | 2017年12月1日  | Netflix                                                                 |
| 13 | 長ぐつをはいたネコ: おとぎ話から脱出せよ!             | The Adventures of Puss in Boots                | 2015年01月16日 | 2018年01月26日 | Netflix                                                                 |
| 14 | ダイノトラックス                                      | Dinotrux                                       | 2015年08月14日 | 2018年08月03日 | Netflix                                                                 |
| 15 |                                                       | The Mr. Peabody & Sherman Show                 | 2015年10月09日 | 2017年04月21日 | Netflix                                                                 |
| 16 |                                                       | Dawn of the Croods                             | 2015年12月24日 | 2017年07月07日 | Netflix                                                                 |
| 17 |                                                       | Noddy, Toyland Detective                       | 2016年04月02日 | 2020年03月22日 | France 5（フランス） Channel 5（イギリス） Universal Kids（アメリカ）   |
| 18 | ヴォルトロン                                          | Voltron: Legendary Defender                    | 2016年06月10日 | 2018年12月14日 | Netflix                                                                 |
| 19 |                                                       | Home: Adventures with Tip & Oh                 | 2016年07月29日 | 2018年07月20日 | Netflix                                                                 |
| 20 | トロールハンターズ: アルカディア物語                  | Trollhunters: Tales of Arcadia                 | 2016年12月23日 | 2018年05月25日 | Netflix                                                                 |
| 21 |                                                       | VeggieTales in the City                        | 2017年02月24日 | 2017年09月15日 | Netflix                                                                 |
| 22 | スピリット: 自由に駆け抜けて                          | Spirit Riding Free                             | 2017年05月05日 | 2020年12月08日 | Netflix                                                                 |
| 23 | トロールズ: シング・ダンス・ハグ!                     | Trolls: The Beat Goes On!                      | 2018年01月13日 | 2019年11月22日 | Netflix                                                                 |
| 24 | ボス・ベイビー: ビジネスは赤ちゃんにおまかせ!         | The Boss Baby: Back in Business                | 2018年04月06日 | 2020年11月17日 | Netflix                                                                 |
| 25 | ロッキーとブルウィンクルの大冒険                      | The Adventures of Rocky and Bullwinkle         | 2018年05月11日 | 2019年01月11日 | Amazon Prime Video                                                      |
| 26 | ハービー・ガールズ・フォーエバー!                     | Harvey Girls Forever!                          | 2018年06月29日 | 2020年01月10日 | Netflix                                                                 |
| 27 | ぼくらのスーパーヒーロー・パンツマン                  | The Epic Tales of Captain Underpants           | 2018年07月13日 | 2019年07月19日 | Netflix                                                                 |
| 28 | シーラとプリンセス戦士                                | She-Ra and the Princesses of Power             | 2018年11月13日 | 2020年05月15日 | Netflix                                                                 |
| 29 | カンフー・パンダ ～運命の拳～                         | Kung Fu Panda: The Paws of Destiny             | 2018年11月16日 | 2019年07月04日 | Amazon Prime Video                                                      |
| 30 | ミッシング・スリー: アルカディア物語                  | 3Below: Tales of Arcadia                       | 2018年12月21日 | 2019年07月12日 | Netflix                                                                 |
| 31 | ウォーリーを探せ!                                     | Where's Waldo?                                 | 2019年07月20日 | 2021年07月03日 | Universal Kids（2019年） Peacock（2020年 - 2021年）                     |
| 32 | アーチボルドの大冒険                                  | Archibald's Next Big Thing                     | 2019年09月06日 | 2021年10月14日 | Netflix（2019年 - 2020年） Peacock（2021年）                            |
| 33 | ドラゴン: レスキューライダーズ                        | DreamWorks Dragons: Rescue Riders              | 2019年09月27日 | 2022年09月29日 | Netflix（2019年 - 2020年） Peacock（2021年 - 2022年）                   |
| 34 |                                                       | Cleopatra in Space                             | 2019年11月25日 | 2021年06月25日 | DreamWorks Channel（アジア） Peacock（アメリカ）                        |
| 35 | ワイルド・スピード: スパイレーサー                    | Fast & Furious Spy Racers                      | 2019年12月26日 | 2021年12月17日 | Netflix                                                                 |
| 36 | キポとワンダービーストの冒険                          | Kipo and the Age of Wonderbeasts               | 2020年01月14日 | 2020年10月12日 | Netflix                                                                 |
| 37 | ライム・タイム・タウン                                | Rhyme Time Town                                | 2020年06月19日 | 2021年06月15日 | Netflix                                                                 |
| 38 | ぼくらのスーパーヒーロー・パンツマン ～宇宙で大暴れ～ | The Epic Tales of Captain Underpants in Space! | 2020年07月10日 | 2020年07月10日 | Netflix                                                                 |
| 39 | ウィザード：アルカディア物語                          | Wizards: Tales of Arcadia                      | 2020年08月07日 | 2020年08月07日 | Netflix                                                                 |
| 40 | ちびっこマダガスカル                                  | Madagascar: A Little Wild                      | 2020年09月07日 | 2022年06月30日 | Netflix                                                                 |
| 41 | ジュラシック・ワールド/サバイバル・キャンプ           | Jurassic World Camp Cretaceous                 | 2020年09月18日 | 2022年07月21日 | Netflix                                                                 |
| 42 |                                                       | The Mighty Ones                                | 2020年11月09日 | 2022年12月09日 | Peacock Hulu                                                            |
| 43 | プラグの抜けたダグ                                    | Doug Unplugs                                   | 2020年11月13日 | 2022年04月01日 | Apple TV+                                                               |
| 44 |                                                       | Trolls: Trollstopia                            | 2020年11月19日 | 2022年08月11日 | Peacock Hulu                                                            |
| 45 | ギャビーのドールハウス                                | Gabby's Dollhouse                              | 2021年01月05日 | 2023年11月27日 | Netflix テレビ東京系列（日本）                                          |
| 46 | それいけ、わんちゃん!                                 | Go, Dog. Go!                                   | 2021年01月26日 | 2023年11月27日 | Netflix                                                                 |
| 47 |                                                       | The Croods: Family Tree                        | 2021年09月23日 | 2023年11月09日 | Peacock Hulu                                                            |
| 48 |                                                       | DreamWorks Dragons: The Nine Realms            | 2021年12月23日 | 2023年12月14日 | Peacock Hulu                                                            |
| 49 | チーム ゼンコー ゴー                                  | Team Zenko Go                                  | 2022年03月15日 | 2022年08月08日 | Netflix                                                                 |
| 50 | パインコーン&ポニー                                   | Pinecone & Pony                                | 2022年04月08日 | 2023年02月03日 | Apple TV+                                                               |
| 51 | ボス・ベイビー やっぱりビジネスは赤ちゃんにおまかせ!  | The Boss Baby: Back in the Crib                | 2022年05月19日 | 2023年04月13日 | Netflix                                                                 |
| 52 | カンフー・パンダ: 龍の戦士たち                        | Kung Fu Panda: The Dragon Knight               | 2022年07月14日 | 2023年09月07日 | Netflix                                                                 |
| 53 |                                                       | Abominable and the Invisible City              | 2022年10月05日 | 2023年3月29日  | Peacock Hulu                                                            |
| 54 |                                                       | Not Quite Narwhal                              | 2023年6月19日  | 2024年01月22日 | Netflix                                                                 |
| 55 |                                                       | en:Dew Drop Diaries                            | 2023年07月24日 | 2023年12月04日 | Netflix                                                                 |
| 56 |                                                       | Fright Krewe                                   | 2023年10月02日 | 2024年03月29日 | Peacock Hulu                                                            |
| 57 |                                                       | Curses!                                        | 2023年10月27日 | 継続中         | Apple TV+                                                               |
| 58 |                                                       | Megamind Rules!                                | 2024年03月01日 | 継続中         | Peacock                                                                 |
| 59 |                                                       | Jurassic World: Chaos Theory                   | 2024年05月24日 | 継続中         | Netflix                                                                 |
| 60 |                                                       | Mighty MonsterWheelies                         | 2024年10月14日 | 継続中         | Netflix                                                                 |
| 61 | ベアブリック（仮）                                    | Bearbrick                                      | 2025年03月21日 | 継続中         | Apple TV+                                                               |
| 62 |                                                       | Untitled live-action Casper series             | TBA            | TBA            | Peacock                                                                 |
| 63 | フィリックス・ザ・キャット（仮）                      | Felix the Cat                                  | TBA            | TBA            | TBA                                                                     |
| 64 |                                                       | The Gumazing Gum Girl!                         | TBA            | TBA            | TBA                                                                     |
| 65 |                                                       | Untitled Tony Hale series                      | TBA            | N/A            | TBA                                                                     |
| 66 |                                                       | Mama & Dada                                    | TBA            | TBA            | TBA                                                                     |

## ビデオゲーム
| タイトル                                                                                      | 発売日                                               | プラットフォーム                                                                                | 開発者                                         | 出版社                                                       |
| --------------------------------------------------------------------------------------------- | ---------------------------------------------------- | ----------------------------------------------------------------------------------------------- | ---------------------------------------------- | ------------------------------------------------------------ |
| Antz                                                                                          | September 24, 1999                                   | Game Boy Color                                                                                  | Panet Interactive                              | Infogrames                                                   |
| Toonsylvania                                                                                  | 2000                                                 | Game Boy Color                                                                                  | RFX Interactive and released by Light & Shadow | Ubi Soft                                                     |
| Gold and Glory: The Road to El Dorado                                                         | 2000                                                 | Game Boy Color                                                                                  | Planet Interactive                             | Ubi Soft Light & Shadow Production                           |
| Gold and Glory: The Road to El Dorado                                                         | 2000                                                 | Microsoft Windows、PlayStation                                                                  | Revolution Software                            | Ubi Soft Light & Shadow Production                           |
| Chicken Run                                                                                   | 2000                                                 | PlayStation、Dreamcast、Windows                                                                 | Blitz Games                                    | Eidos Interactive                                            |
| Chicken Run                                                                                   | 2000                                                 | Game Boy Color                                                                                  | Blitz Games                                    | THQ                                                          |
| Chicken Run                                                                                   | 2000                                                 | Dedicated handheld                                                                              | Tiger Electronics, Ltd                         | Tiger Electronics, Ltd                                       |
| Antz Racing                                                                                   | 2001                                                 | RFX Interactive                                                                                 | Game Boy Color                                 | Light and Shadow Production / Club Acclaim / Electronic Arts |
| Antz World Sportz                                                                             | November 30, 2001                                    | Game Boy Color                                                                                  | M4 Ltd.                                        | Light and Shadow Production                                  |
| Antz: Panic in the Anthill!                                                                   | 2001                                                 | Windows                                                                                         | Light & Shadow Production                      | Light & Shadow Production                                    |
| Spirit: Stallion of the Cimarron — Forever Free                                               | 2002                                                 | The Fizz Factor                                                                                 | THQ                                            | Windows                                                      |
| Spirit: Stallion of the Cimarron — Search for Homeland                                        | 2002                                                 | Hyperspace Cowgirls                                                                             | Game Boy Advance                               | THQ                                                          |
| Antz Extreme Racing                                                                           | August 28, 2002 September 5, 2002 September 19, 2002 | Microsoft Windows Xbox PlayStation 2                                                            | Supersonic Software                            | Empire Interactive                                           |
| Antz Extreme Racing                                                                           | November 20, 2002                                    | Game Boy Advance                                                                                | Magic Pockets                                  | Empire Interactive                                           |
| Shrek: Fairy Tale Freakdown                                                                   | 2001                                                 | Game Boy Color                                                                                  | Prolific Publishing, Inc.                      | TDK Mediactive, Inc.                                         |
| Shrek Game Land Activity Center                                                               | 2001                                                 | Windows                                                                                         | Activision Value Publishing, Inc.              | ImageBuilder Software, Inc.                                  |
| Shrek                                                                                         | 2001                                                 | Xbox、GameCube                                                                                  | TDK Mediactive, Inc.                           | Digital Illusions Canada, Inc.                               |
| Shrek Swamp Kart Speedway                                                                     | 2002                                                 | Game Boy Advance                                                                                | TDK Mediactive, Inc.                           | Prolific Publishing, Inc.                                    |
| Shrek: Hassle at the Castle                                                                   | 2002                                                 | Game Boy Advance                                                                                | TDK Mediactive, Inc.                           | Tose Co., Ltd.                                               |
| Shrek: Swamp Fun with Phonics                                                                 | 2002                                                 | Windows                                                                                         | Activision Value Publishing, Inc.              | ImageBuilder Software, Inc.                                  |
| Shrek: Swamp Fun with Early Math                                                              | 2002                                                 | Windows                                                                                         | Activision Value Publishing, Inc.              | ImageBuilder Software, Inc.                                  |
| Shrek: Treasure Hunt                                                                          | 2002                                                 | PlayStation                                                                                     | Code Monkeys Ltd.                              | TDK Mediactive, Inc.                                         |
| Shrek Super Party                                                                             | 2002                                                 | Xbox、GameCube、PlayStation 2                                                                   | TDK Mediactive, Inc.                           | Mass Media                                                   |
| シュレック2                                                                                   | 2004                                                 | GameCube、PlayStation 2、Xbox、J2ME                                                             | Luxoflux Corp.                                 | Activision                                                   |
| Shrek 2                                                                                       | 2004                                                 | Game Boy Advance                                                                                | Vicarious Visions                              | Activision                                                   |
| Shrek: Reekin' Havoc                                                                          | 2003                                                 | Game Boy Advance                                                                                | TDK Mediactive, Inc.                           | Tose Co., Ltd.                                               |
| シャーク・テイル                                                                              | 2004                                                 | Game Boy Advance                                                                                | Vicarious Visions                              | Activison                                                    |
| シャーク・テイル                                                                              | 2004                                                 | GameCube Microsoft Windows PlayStation 2 Xbox                                                   | Edge of Reality, Ltd.                          | Activision                                                   |
| Shark Tale                                                                                    | 2004                                                 | Microsoft Windows                                                                               | KnowWonder, Inc.                               | Activision                                                   |
| Shark Tale Fintastic Fun!                                                                     | 2004                                                 | Microsoft Windows                                                                               | Santa Cruz Games                               | Activision                                                   |
| Sinbad: Legend of the Seven Seas                                                              | 2003                                                 | Microsoft Windows                                                                               | Small Rockets                                  | Atari                                                        |
| Shrek 2 Activity Center: Twisted Fairy Tale Fun                                               | 2004                                                 | Windows                                                                                         | AWE                                            | Activision                                                   |
| Shrek 2: Ogre Bowler                                                                          | 2004                                                 | Windows                                                                                         | WildTangent                                    | DreamWorks Games                                             |
| Shrek 2: Team Action                                                                          | 2004                                                 | Windows                                                                                         | Activision                                     | KnowWonder, Inc.                                             |
| Shrek 2: Beg for Mercy                                                                        | 2004                                                 | Game Boy Advance                                                                                | Vicaious Visions                               | Activision                                                   |
| Shrek 2: Trivia                                                                               | 2004                                                 | J2ME                                                                                            |                                                |                                                              |
| Shrek 2: Castle Run                                                                           | 2004                                                 | J2ME                                                                                            |                                                |                                                              |
| Shrek SuperSlam                                                                               | 2005                                                 | PlayStation 2、Xbox、GameCube、Windows                                                          | Shaba Games                                    | Activision                                                   |
| Madagascar                                                                                    | 2005                                                 | Leapster                                                                                        | Leapfrog                                       | Leapfrog                                                     |
| Madagascar: Paint & Create                                                                    | 2005                                                 | Windows                                                                                         | Alternative Software Ltd.                      | Global Software Publishing Ltd.                              |
| マダガスカル                                                                                  | 2005                                                 | GameCube、Microsoft Windows、PlayStation 2、Xbox                                                | Toys for Bob                                   | Activision                                                   |
| マダガスカル                                                                                  | 2005                                                 | ニンテンドーDS、Game Boy Advance                                                                | Vicarious Visions                              | Activision                                                   |
| Madagascar: Operation Penguin                                                                 | 2005                                                 | Game Boy Advance                                                                                | Vicarious Visions                              | Activision                                                   |
| Madagascar: Animal Trivia DVD Game                                                            | 2005                                                 | DVD                                                                                             |                                                |                                                              |
| ウォレスとグルミット 野菜畑で大ピンチ!                                                        | 2005                                                 | PlayStation 2、Xbox、Mobile Phone                                                               | Frontier Developments                          | Konami                                                       |
| Wallace & Gromit: The Curse of the Were-Rabbit                                                | 2005                                                 | Mobile Phone                                                                                    | Frontier Developments                          | Konami                                                       |
| Shrek SuperSlam                                                                               | 2005                                                 | Nintendo DS                                                                                     | Amaze Entertainment                            | Activision                                                   |
| Shrek SuperSlam                                                                               | 2005                                                 | Game Boy Advance                                                                                | Amaze Entertainment                            | Activision                                                   |
| Shrek: Fiona's Rescue                                                                         | 2005                                                 | Sky Gamestar                                                                                    |                                                |                                                              |
| Shrek: Disarming Charming                                                                     | 2005                                                 | Sky Gamestar                                                                                    |                                                |                                                              |
| Shrek: Fairy Godmother's Revenge                                                              | 2005                                                 | Sky Gamestar                                                                                    |                                                |                                                              |
| Shrek 2: The Adventure of Puss in Boots                                                       | 2005                                                 | J2ME                                                                                            |                                                |                                                              |
| Shrek: Double Trouble                                                                         | 2006                                                 | Sky Gamestar                                                                                    |                                                |                                                              |
| Over the Hedge                                                                                | 2006                                                 | GameCube、Microsoft Windows、PlayStation 2、Xbox                                                | Edge of Reality Beenox                         | Activision                                                   |
| Over the Hedge                                                                                | 2006                                                 | Game Boy Advance                                                                                | Vicarious Visions                              | Activision                                                   |
| Over the Hedge                                                                                | 2006                                                 | Nintendo DS                                                                                     | Vicarious Visions                              | Activision                                                   |
| Over the Hedge: Hammy Goes Nuts!                                                              | 2006                                                 | Game Boy Advance                                                                                | Vicarious Visions                              | Activision                                                   |
| Over the Hedge: Hammy Goes Nuts!                                                              | 2006                                                 | Nintendo DS                                                                                     | Amaze Entertainment                            | Activistion                                                  |
| Over the Hedge: Hammy Goes Nuts!                                                              | 2006                                                 | PSP                                                                                             | Amaze Entertainment                            | Activision                                                   |
| Shrek: Imperial Peril                                                                         | 2006                                                 | Sky Gamestar                                                                                    |                                                |                                                              |
| Shrek Smash n' Crash Racing                                                                   | 2006                                                 | GameCube、PlayStation 2、PlayStation Portable                                                   | Torus Games                                    | Activision                                                   |
| Flushed Away                                                                                  | 2006                                                 | PlayStation 2、GameCube                                                                         | Monkey Bar Games                               | D3 Publisher                                                 |
| Flushed Away                                                                                  | 2006                                                 | Game Boy Advance                                                                                | Altron                                         | D3 Publisher                                                 |
| SIMPLE DSシリーズ Vol.17 THE ねずみのアクションゲーム 〜マウス・タウン ロディとリタの大冒険〜 | 2006                                                 | DS                                                                                              | Art Co., Ltd                                   | D3 Publisher                                                 |
| Shrek: Dragon's Tale                                                                          | 2006                                                 | V.Smile                                                                                         |                                                |                                                              |
| Bee Movie Game                                                                                | 2007                                                 | Xbox 360、Wii、Nintendo DS、PlayStation 2、Windows                                              | Beenox Smart Bomb Interactive                  | Activision                                                   |
| Bee Movie Game                                                                                | 2007                                                 | Nintendo DS                                                                                     | Vicarious Visions                              | Activision                                                   |
| Madagascar: Escape 2 Africa                                                                   | 2008                                                 | PlayStation 3、Xbox 360、Wii、Microsoft Windows、PlayStation 2                                  | Toys For Bob                                   | Activision                                                   |
| Madagascar: Escape 2 Africa                                                                   | 2008                                                 | Nintendo DS                                                                                     | Griptionite                                    | Activision                                                   |
| カンフー・パンダ                                                                              | 2008                                                 | Microsoft Windows、PlayStation 2、PlayStation 3、Wii、Xbox 360、J2ME、Mac OS X                  | Luxoflux                                       | Activison                                                    |
| Kung Fu Panda: Path of the Panda                                                              | 2008                                                 | V.Smile                                                                                         | VTech                                          | VTech                                                        |
| カンフー・パンダ                                                                              | 2008                                                 | Nintendo DS                                                                                     | Luxoflux                                       | Activision                                                   |
| Kung Fu Panda: Legendary Warriors                                                             | 2008                                                 | Wii                                                                                             | Artificial Mind and Movement                   | Activision                                                   |
| Kung Fu Panda: Legendary Warriors                                                             | 2008                                                 | Nintendo DS                                                                                     | Artificial Mind and Movement                   | Activision                                                   |
| Madagascar Kartz                                                                              | 2009                                                 | PlayStation 3、Wii、Xbox 360                                                                    | Sidhe Interactive                              | Activision                                                   |
| Madagascar Kartz                                                                              | 2009                                                 | Nintendo DS                                                                                     | Virtous                                        | Activision                                                   |
| Monsters vs Aliens                                                                            | 2009                                                 | PlayStation 3、Wii、Xbox 360                                                                    | Beenox                                         | Activision                                                   |
| Monsters vs Aliens                                                                            | 2009                                                 | Nintendo DS                                                                                     | Griptionite                                    | Activision                                                   |
| The Penguins of Madagascar                                                                    | 2010                                                 | Nintendo DS                                                                                     | Griptionite                                    | THQ                                                          |
| Kung Fu Panda World                                                                           | 2010                                                 | browser                                                                                         | HumaNature Studios                             | DreamWorks Animation                                         |
| Shrek Forever After                                                                           | 2010                                                 | V.Smile                                                                                         | VTech                                          | VTech                                                        |
| Megamind: Ultimate Showdown                                                                   | 2010                                                 | Xbox 360、PlayStation 3                                                                         | THQ Studio Australia                           | THQ                                                          |
| Megamind: Mega Team Unite                                                                     | 2010                                                 | Wii                                                                                             | THQ Studio Australia                           | THQ                                                          |
| Megamind: The Blue Defender                                                                   | 2010                                                 | PSP、DS                                                                                         | Tantalus Media                                 | THQ                                                          |
| Shrek the Third: Arthur's School Day Adventure                                                | 2007                                                 | V.Smile                                                                                         | VTech                                          | VTech                                                        |
| Shrek the Third: The Search for Arthur                                                        | 2007                                                 | V.Flash                                                                                         | VTech Electronics North America, L.L.C.        | VTech Electronics North America, L.L.C.                      |
| Shrek Smash n' Crash Racing                                                                   | 2006                                                 | Nintendo DS、Game Boy Advance                                                                   | Trous Games                                    | Activision                                                   |
| How to Train Your Dragon                                                                      | 2010                                                 | Wii、PlayStation 3、Xbox 360                                                                    | Etranges                                       | Activision                                                   |
| How to Train Your Dragon                                                                      | 2010                                                 | Nintendo DS                                                                                     | Griptonite                                     | Activision                                                   |
| Dragons: TapDragonDrop                                                                        | 2012                                                 | iPhone                                                                                          | PikPok                                         | DreamWorks Animation SKG                                     |
| Rise of the Guardians: The Video Game                                                         | 2012                                                 | PlayStation 3、Xbox 360、Wii、Wii U、Nintendo DS、Nintendo 3DS                                  | Torus                                          | D3                                                           |
| Dragons: Wild Skies                                                                           | 2012                                                 | browser                                                                                         |                                                |                                                              |
| School of Dragons                                                                             | 2013                                                 | iPad                                                                                            | Jumpstart Games, Inc.                          | Jumpstart Games, Inc.                                        |
| The Croods: Prehistoric Party!                                                                | 2013                                                 | Nintendo 3DS、Nintendo DS                                                                       | Torus                                          | D3                                                           |
| The Croods: Prehistoric Party!                                                                | 2013                                                 | Wii U、Wii                                                                                      | Torus                                          | D3                                                           |
| The Croods                                                                                    | 2013                                                 | iOS                                                                                             | Rovio                                          | Rovio                                                        |
| Turbo: Super Stunt Squad                                                                      | 2013                                                 | Nintendo 3DS、Nintendo DS                                                                       | Torus Games                                    | D3                                                           |
| Turbo: Super Stunt Squad                                                                      | 2013                                                 | Wii U、Wii、PlayStation 3、Xbox 360                                                             | Monkey Bar Games                               | D3                                                           |
| Turbo Racing League                                                                           | 2013                                                 | iOS                                                                                             |                                                |                                                              |
| Dragons Adventure                                                                             | 2013                                                 | Nokia Lumia 2520                                                                                |                                                |                                                              |
| Dragons: Rise of Berk                                                                         | 2014                                                 | Android                                                                                         | Ludia, Inc.                                    | Ludia, Inc.                                                  |
| How to Train Your Dragon 2                                                                    | 2014                                                 | Xbox 360、Nintendo 3DS、Wii、Wii U、PlayStation 3                                               | Torus Games                                    | Little Orbit                                                 |
| Dragons: Titan Uprising                                                                       | 2018                                                 | iOS、Android                                                                                    | Ludia                                          | Ludia, Inc.                                                  |
| Dragons: Dawn of New Riders                                                                   | 2019                                                 | Xbox One、PlayStation 4、Nintendo Switch、PC                                                    | Climax                                         | Outright                                                     |
| Dragons: Legends of the Nine Realms                                                           | 2022                                                 | Xbox One、PlayStation 4、Nintendo Switch、PC                                                    | Aheartfullofgames                              | Outright                                                     |
| Shrek the Third                                                                               | 2007                                                 | Xbox 360、Windows、Wii、PlayStation 2、PlayStation Portable、J2ME                               | Amaze                                          | Activision                                                   |
| Shrek the Third                                                                               | 2007                                                 | Nintendo DS                                                                                     | Vicarious Visions                              | Activision                                                   |
| Shrek the Third                                                                               | 2007                                                 | Game Boy Advance                                                                                | Vicarious Visions                              | Activision                                                   |
| Shrek Jumble Rumble                                                                           | 2007                                                 | Sky Gamestar                                                                                    |                                                |                                                              |
| Shrek n' Roll                                                                                 | 2007                                                 | Xbox Live Arcade                                                                                | Backbone Entertainment, Inc.                   | Activision                                                   |
| Shrek the Third                                                                               | 2007                                                 | Sky Gamestar                                                                                    |                                                |                                                              |
| Shrek: Ogres & Dronkeys                                                                       | 2007                                                 | Nintendo DS                                                                                     | WayForward                                     | Activision                                                   |
| Shrek's Carnival Craze                                                                        | 2008                                                 | PlayStation 2、Windows、Wii                                                                     | Ivolgamus UAB                                  | Activision                                                   |
| Shrek's Carnival Craze                                                                        | 2008                                                 | Nintendo DS                                                                                     | Ivolgamus UAB                                  | Activision                                                   |
| Shrek Party                                                                                   | 2008                                                 | J2ME                                                                                            |                                                |                                                              |
| Shrek Kart                                                                                    | 2009                                                 | iOS、Android、Palm Pre                                                                          | Gameloft Srl                                   | Gameloft S.A.                                                |
| Shrek Forever After                                                                           | 2010                                                 | Xbox 360、Windows、Wii、PlayStation 3、iOS、J2ME                                                | XPEC Entertainment Inc.                        | Activision                                                   |
| Shrek Forever After                                                                           | 2010                                                 | Nintendo DS                                                                                     | Griptonite, Inc.                               | Activision                                                   |
| DreamWorks Super Star Kartz                                                                   | 2011                                                 | Xbox 360、Wii、PlayStation 3、Nintendo 3DS                                                      | High Impact Games, LLC                         | Activision                                                   |
| DreamWorks Super Star Kartz                                                                   | 2011                                                 | Nintendo DS                                                                                     | Virtuos Ltd.                                   | Activision                                                   |
| Shrek Forever After                                                                           | 2010                                                 | Sky Gamestar                                                                                    |                                                |                                                              |
| The Penguins of Madagascar: Dr. Blowhole Returns – Again!                                     | 2011                                                 | PlayStation 3、Wii                                                                              | Griptonite、Inc.                               | THQ                                                          |
| The Penguins of Madagascar: Dr. Blowhole Returns – Again!                                     | 2011                                                 | Xbox 360                                                                                        | Griptonite, Inc.                               | THQ                                                          |
| The Penguins of Madagascar: Dr. Blowhole Returns – Again!                                     | 2011                                                 | Nintendo DS                                                                                     | Griptonite, Inc.                               | THQ                                                          |
| Puss in Boots                                                                                 | 2011                                                 | Xbox 360、Wii、PlayStation 3                                                                    | Blitz Games Ltd                                | THQ                                                          |
| Puss in Boots                                                                                 | 2011                                                 | Nintendo DS                                                                                     | ImaginEngine                                   | THQ                                                          |
| Fruit Ninja: Puss in Boots                                                                    | 2011                                                 | iOS、Android                                                                                    | Halfbrick Studios                              | Halfbrick Studios                                            |
| Kung Fu Panda 2                                                                               | 2011                                                 | PlayStation 3、Wii                                                                              | Griptonite, Inc.                               | THQ                                                          |
| Kung Fu Panda 2                                                                               | 2011                                                 | Nintendo DS                                                                                     | Griptonite, Inc.                               | THQ                                                          |
| Kung Fu Panda 2                                                                               | 2011                                                 | Xbox 360                                                                                        | Griptonite, Inc.                               | THQ                                                          |
| Madagascar: Join the Circus!                                                                  | 2012                                                 | iPhone、iPad                                                                                    |                                                |                                                              |
| Madagascar 3                                                                                  | 2012                                                 | Wii、Xbox 360、PlayStation 3                                                                    | Monkey Bar Games                               | D3                                                           |
| Madagascar 3                                                                                  | 2012                                                 | Nintendo 3DS、Nintendo DS                                                                       | Torus Games Pty. Ltd.                          | D3                                                           |
| Madagascar Online                                                                             | 2012                                                 |                                                                                                 |                                                |                                                              |
| Madagascar Preschool Surf n' Slide                                                            | 2012                                                 | iOS、Android                                                                                    |                                                |                                                              |
| Shrek's Fairytale Kingdom                                                                     | 2012                                                 | iOS                                                                                             |                                                |                                                              |
| Shrek Alarm                                                                                   | 2013                                                 | iOS                                                                                             |                                                |                                                              |
| Pocket Shrek                                                                                  | 2015                                                 | iOS、Android                                                                                    |                                                |                                                              |
| Penguins of Madagascar                                                                        | 2014                                                 | Nintendo 3DS、Wii、Wii U                                                                        | Torus Games Pty. Ltd.                          | Little Orbit, LLC                                            |
| Kung Fu Panda: Showdown of Legendary Legends                                                  | 2015                                                 | PlayStation 4 PlayStation 3 Xbox 360 Xbox One Wii U Windows Nintendo 3DS                        | Vicious Cycle Software, Inc.                   | Little Orbit, LLC                                            |
| Shrek Sugar Fever                                                                             | 2017                                                 | iOS、Android                                                                                    | Genera Games S.A.                              | Genera Games S.A.                                            |
| Dreamworks Universe of Legends                                                                | 2019                                                 | iOS、Android                                                                                    | Firefly Games Riva Games YYTX Game             |                                                              |
| Spirit Trick Challenge                                                                        | 2019                                                 | Android / iOS                                                                                   | DreamWorks Animation                           | Dreamworks Animation                                         |
| Spirit: Lucky's Big Adventure                                                                 | 2021                                                 | Windows / PlayStation 4 / Xbox One / Nintendo Switch                                            | aheartfulofgames                               | Outright Games LTD.                                          |
| Funko Pop! Blitz                                                                              | 2020                                                 | iOS、Android                                                                                    |                                                |                                                              |
| DreamWorks All-Star Kart Racing                                                               | 2023                                                 | PlayStation 5、Xbox Series X and Series S、Nintendo Switch、PlayStation 4、Xbox One、Windows PC | Bamtang Games SAC                              | GameMill Entertainment LLC                                   |

### シリーズ
| タイトル 邦題/原題                                | 長編映画作品数 | 期間          |
| ------------------------------------------------- | -------------- | ------------- |
| シュレックシリーズ Shrek                          | 6              | 2001年 - 現在 |
| マダガスカルシリーズ Madagascar                   | 4              | 2005年 - 現在 |
| カンフー・パンダシリーズ Kung Fu Panda            | 4              | 2008年 - 現在 |
| ヒックとドラゴンシリーズ How to Train Your Dragon | 3              | 2010年 - 現在 |
| クルードさんちのはじめての冒険シリーズ The Croods | 2              | 2013年 - 現在 |
| トロールズシリーズ Trolls                         | 3              | 2016年 - 現在 |
| ボス・ベイビーシリーズ The Boss Baby              | 2              | 2017年 - 現在 |

## キャンセルされた映画
| シリーズ                      | タイトル                                 | 説明 |
| ----------------------------- | ---------------------------------------- | --- |
| 劇場用映画                    | バグズ：ライトアウト                     | 『トイ・ストーリー』の公開前、さらには実際のドリームワークス社自体の設立前の1991年、アニメーションスタジオPDIはコンピュータアニメーション映画の多くのアイデアを提案していた。その一つの提案は、電子機器や機械のエントロピーを引き起こす微小な昆虫のようなロボットについての映画、『バグズ：ライトアウト』であった。開発された脚本と、映画を提案するために作成されたテストアニメーションにもかかわらず、ドリームワークスに拾われて『アントボット』の制作が決定されたときにアイデアは破棄された。この映画は多くの側面を共有している。 |
| アントボット                  | 無題の『アントボット』続編               | 『アントボット』の公開時には、ドリームワークスでビデオ直接販売続編が開発されていた。最初の映画と同様に、生産はパシフィック・データ・イメージズが行う予定だった。1999年初頭、ドリームワークスがテレビアニメ部門を閉鎖し、ビデオ直接販売ユニットを劇場アニメと合併させた時点で続編はまだ計画されていたが、最終的にプロジェクトはキャンセルされた。 |
| 劇場用映画                    | ロックメンタリー                         | 1998年、ドリームワークスとPDIはビートルズをパロディした映画の開発を始め、この映画ではビートルズ風のペンギンのロックバンドが登場した。アイデアは破棄されたが、『マダガスカル』の制作が始まった後、監督エリック・ダーネルはペンギンを復活させ、ロックバンドではなくコマンドユニットにすることを決定した。 |
| 劇場用映画                    | タスカー                                 | 1998年12月、ドリームワークスとPDIは『タスカー』というタイトルの第三回目のコンピュータアニメーションプロジェクトを発表した。これは『シュレック』の後を追う予定だった。オリジナルのストーリーで、東南アジアを横断する象の群れを描いていた。彼らの旅の中で、彼らは略奪者の一団を含むさまざまな危険に直面する。ティム・ジョンソンとブラッド・ルイスはそれぞれ『アントボット』の共同監督とプロデューサーとしてこのプロジェクトを監督し、モーガン・フリーマン、ジョディ・フォスター、ギャリー・シャンドリング、ダナ・カーヴィ、ブルーノ・カービー、ドン・ノッツがキャストの一員として名前を連ねていた。 |
| テレビシリーズ                | ジュラシック・パーク: カオス・エフェクト | 1997年の映画『ロスト・ワールド: ジュラシック・パーク』に基づくアニメーションシリーズがスティーブン・スピルバーグ自らによって発注され、スティーブ・ライオンズの監督の下でドリームワークスで開発される予定だった。このシリーズは、同名の映画の後に公開され、『ジュラシック・ワールド』のようなハイブリッド恐竜が登場する予定だったが、内部の対立のために最終的には頓挫した。 |
| 劇場用映画                    | ワンダラー                               | ブリッツィ兄弟とサイモン・ウェルズによって監督される予定の伝統的アニメーション映画で、サーカスのクマたちの一団に参加する野良熊の物語を描いており、エレン・グリーン、ブライアン・ストークス・ミッチェル、ジョン・クライヤー、エイミー・ヤスベック、ジョーイ・ファトーネ、ディック・バン・ダイク、ジェームズ・ガンドルフィーニの声を持つキャストが登場する。スタジオの変更に伴い、ウェルズが『タイムマシン』（2002年）の監督に移ると、映画の製作はキャンセルされた。2012年時点で、映画のキャラクターのコンセプトアートがオンラインで公開された。 |
| 劇場用映画                    | 亀 vs. 兎                                | 1999年10月、アードマンはドリームワークスと共にイソップの寓話『亀と兎』の映画化を進めていた。2001年7月、彼らはスクリプトを再構築するために映画の制作を延期した。ボブ・ホスキンス、オーランド・ジョーンズ、ブレンダ・ブレスリン、アリス・クーパー、リー・エバンスがキャラクターに声を提供する予定だった。ケイリー・カークパトリックとマーク・バートンがスクリプトを書いていたが、スクリプトを全面的に改訂できるように他の執筆者が追加される予定だった。ピーター・ロードとニック・パークがエグゼクティブ・プロデューサーとして予定され、リチャード・ゴレスゾースキーが監督として随時署名される予定だった。 |
| 劇場用映画                    | 無題の『ナックルズ・ザ・エキドナ』映画   | Twitterで、漫画家のケン・ペンダースはナックルズ主演の映画を執筆するように依頼されたと主張した。 |
| 劇場用映画                    | トラッカーズ                             | 『ノーム・トリロジー』の書籍に基づく映画が2001年から2011年にかけて進行中だった。彼らは2001年に映画の権利を取得し、すべての3冊を1本の映画にまとめる計画を発表した。アンドリュー・アダムソンが監督する予定だった。2008年末、ダニー・ボイルが『トラッカーズ』の監督に署名されたが、プロジェクトは財政的な問題で崩壊した。次の年、『スラムドッグ$ミリオネア』のアカデミー賞受賞脚本家サイモン・ビョーフォイがプロジェクトに関わっていることが判明した。ドリームワークスの適応への進展が2010年に再び浮上し、『ガーディアンの伝説』の脚本家ジョン・オルロフが監督アナンド・タッカーのために脚本を書くことになった。タッカーは後に他のDWA映画『トロールズ』の監督になることが発表された。それはプラチェットの小説の一部に基づく予定だった。その後、彼はマイク・ミッチェルに置き換えられた。 |
| ベジーテール                  | ボブとラリーの映画                       | ベジーテールのホスト、ボブ・トマトとラリー・キュウリがどのように出会い、自分たちのショーを持ち、野菜や果物がどうやって話すのかを解決する物語が明らかになる。このシリーズの最初の映画は人間が登場するものであった。フィル・ビッシャーによると、『ヨナ:ベジーテールの映画』は彼らの『十戒』であり、『ボブとラリーの映画』は彼らの『トイ・ストーリー』となる予定だった。『ボブとラリーの映画』はもともと2005年末に公開される予定だったシリーズの第2作として計画されていた。これは2002年の『ヨナ:ベジーテールの映画』の制作の終わり頃に、2002年の初めに製作が開始されていた。しかし、ビッグアイデア・プロダクションは2002年末に破産し、映画は制作停止と見なされた。フィル・ビッシャーは『何もしない海賊:ベジーテールの映画』をこの映画に代わるものとして書いた。2008年には、『何もしない海賊:ベジーテールの映画』の続編と見なされていたが、ベジーテールの所有者エンターテインメント・ライツとクラシック・メディアの破産後に話し合いが停滞した。フィル・ビッシャーは、2018年に彼の『ボブとラリー』脚本のコピーが存在するが、ユニバーサルとドリームワークスに所有されているため公開したくないと述べた。 |
| 劇場用映画                    | セレブリティーハーヴェスト               | 『ゴリラズ』のデビューアルバムの発売後、ジェイミー・ヒューレットは『セレブリティーハーヴェスト』というタイトルの映画化を発表した。この映画は、2003年のアルバム『シンク・タンク』の中で"セレブリティーハーヴェスト"という言葉が印刷されたブックレットの隅にさらに刺激を与えられた。映画は"非常に暗い映画"として説明され、『人肉食やゾンビ』のテーマがある。プロットは、世界が果てしない夜に閉じ込められており、セレブリティ文化の病が導かれるというものであった。プロジェクトはドリームワークスが暗すぎると考えたためキャンセルされた。 |
| 劇場用映画                    | 白いアザラシ                             | 『白いアザラシ』の適応は、ラドヤード・キプリングの『ジャングル・ブック』のストーリーの一つに基づいていた。作曲家エリック・ウィテイカーは、2004年春にASCAPミュージカルシアターワークショップでの『楽園の喪失：影と翼』のプレゼンテーションの後に映画のために音楽を書くようにスタジオから連絡を受けたと語った。彼はストーリーに登場する詩である"アザラシの子守歌"の音楽的表現を提出したが、数週間後に映画が『カンフー・パンダ』の制作を優先してキャンセルされたことが分かった。ウィテイカーは後に『カンフー・パンダ3』のサウンドトラックのボーカルアレンジメントの指揮者として参加することになる。 |
| 劇場用映画                    | ルート66                                 | 2005年9月、ドリームワークスはオリジナル映画を発表し、ルート66の片隅に立つ巨大ゴルフボールの像、マリガンが、巨大ブルーベリーの像ベティを救うために旅に出る。概念はコメディアンハーランド・ウィリアムズから来たもので、コンドラッド・バーノンとレジ・ボルダージュとともに考案された。ウィリアムズとバーノンはスクリーンプレイを書く予定であった。2009年、ウィリアムズは映画の制作が棚上げされたことをメールで明らかにした。 |
| 劇場用映画                    | 地球から来た!                            | 2005年9月、ドリームワークスは『シェイラ&ロリのディティドゥードル・ワークス』のクリエイター、コーリー・ローゼンバーグとのオリジナル映画を開発していると発表した。この映画は、火星人たちが人間の宇宙飛行士に訪れられるエイリアン侵略のパロディになる予定だった。ジョシュ・ロビスとダリン・モイゼルがスクリプトに参加する予定であった。 |
| 劇場用映画                    | パンクファーム                           | 2006年4月、ドリームワークス・アニメーションは『パンクファーム』のコンピュータアニメーション映画化の権利を獲得した。2011年6月、プロジェクトはメトロ・ゴールドウィン・メイヤーが引き受けることになったが、それ以降の報道はなかった。 |
| ビーメイビー                  | 『ビーメイビー』続編                     | スタジオから公式に発表されたわけではないが（ジェフリー・カッツェンバーグは2007年に一時的にそれに関する冗談を言った）、コメディアンジェリー・サインフェルドはプロデューサー、作家、2007年の『ビーメイビー』の主演として、続編を作ることに興味がないと述べた。2016年6月のReddit AMAで、ファンが『ビーメイビー2』の可能性について尋ねた。サインフェルドは次のように応答した。 私はこの春、しっかりと6時間考えた。今、なぜか素晴らしいエネルギーがある、特にインターネット上で。Tumblrの人々が私に注意を向けるのを持っていた。実際に考えたが、そうすると『ビーメイビー1』があまりにも象徴的ではなくなることに気づいた。しかし、私の子供たちは私にやってほしいと思っていて、多くの人が私にやってほしいと思っている。アニメーションについて何も知らない多くの人もそれを望んでいる。アニメーションというものが何かのアイデアがあるなら、それは決してやらないだろう。 |
| 劇場用映画                    | ガリブルの旅                             | 2007年1月、ドリームワークスは『ガリブルの旅』というタイトルのスペック・スクリプトを買収した。それは男性がポルタポティを用いて時間を旅行し、愛する女性を見つけるというものであった。スティーブ・ベンチッチとロナン・J・フリードマン（『オープン・シーズン』、『チキン・リトル』）がこのプロジェクトを執筆し、制作する予定だった。 |
| 劇場用映画                    | インターワールド                         | 2007年6月、作家ニール・ゲイマンは彼が1996年にドリームワークスに『インターワールド』というアイデアを提案したことを日記で報告したが、役員たちはその概念に困惑していた。彼は、マイケル・リーヴスとともに作品を小説にまとめ、ドリームワークス・アニメーションはアニメ映画を制作するオプションを所有するようになった。 |
| 劇場用映画                    | 命の書                                   | ドリームワークスは2007年に『命の書』の製作権を取得する予定だったが、製作は監督ホルヘ・ギジェレズとの「クリエイティブな対立」によりキャンセルされた。映画は最終的に20世紀フォックス・アニメーションとリールFXクリエイティブスタジオで作られ、2014年に20世紀フォックスによって批評的に称賛され、アニメーション映画の金球賞にノミネートされた。 |
| 劇場用映画                    | アルカトラズ対邪悪な司書                 | ドリームワークス・アニメーションは2008年6月に『アルカトラズ対邪悪な司書』の映画権を取得した。2011年1月までに、著者ブランドン・サンダーソンはドリームワークスが権利を更新しなかったことを明らかにした。 |
| 劇場用映画                    | ダイノトラックス                         | 2009年3月、スタジオは『ダイノトラックス』の児童書の権利を取得し、当初CGアニメ映画化が計画されていた。スタジオが2015年に書籍を基にしたアニメシリーズを製作するまで製作されることはなかった。このシリーズは2015年から2018年までの8シーズンにわたって放送された。 |
| 劇場用映画                    | ギルズオールフライトダイナー             | 2009年12月までに、スタジオはイーサン・レイフとサイラス・ヴォリス（『カンフー・パンダ』）を設定して『ギルズオールフライトダイナー』の映画化を進めていた。2011年、著者A.リー・マルティネスはドリームワークスとオリジナルアイデアに基づくプロジェクトに取り組んでいたが、『ギルズオールフライトダイナー』に基づいてはいなかった。2013年3月、マルティネスは映画の適応について不確実であることを表明した: "あなたの推測は私のものである。実現するのは説得する力が必要だ"。 |
| 劇場用映画                    | 『モンスターVSエイリアン』続編           | アメリカ市場での成功にもかかわらず、ドリームワークス・アニメーションのCEOジェフリー・カッツェンバーグは『モンスターVSエイリアン』の続編は、一部の重要な国際市場での映画の弱いパフォーマンスにより製作されないだろうとロサンゼルス・タイムズに語っている。"続編を製作するという意見を分かち合った分配と販売の方々による十分な合意があった"。 |
| 劇場用映画                    | アルマ                                   | 2010年10月、アニメーション短編『アルマ』の映画化がロドリゴ・ブラスの監督として開発中であることが発表された。ギレルモ・デル・トロがエグゼクティブプロデューサーとして参加する予定だった。スタジオは後に『サンシャイン・クリーニング』の脚本家メーガン・ホリーを雇い、脚本を書くことになった。デル・トロは、ストーリーとデザイン作業も手伝う予定で、2012年6月には映画がビジュアル開発に入っていると述べた。 |
| 劇場用映画                    | 想像上の敵                               | 2010年8月、ドリームワークス・アニメーションは最初の実写/アニメーションプロジェクトを発表した。このプロジェクトは、無責任な子供たちが自分の行いを他の誰かの責任にするために長い間使っていた想像上の友達の観点から語られる予定だった。最終的に疲れ果てた想像上の人々は、子供たちが大人になったときに復讐を求めてやってくる。脚本家ジョー・シラキューズとリサ・アダリオが脚本を書くことになっている。 |
| 劇場用映画                    | メンテナンス                             | 2010年12月、ドリームワークスはオニ・プレスから漫画シリーズ『メンテナンス』の映画権を買収した。映画権は最初にワーナー・ブラザースによって取得され、ディレクターマクGのための潜在的なプロジェクトとして計画されていたが、ドリームワークスはワーナー・ブラザースが降板した後に権利を手に入れた。 |
| 劇場用映画                    | 私と私の影 / エドガー・ライトのシャドウ  | 2010年12月、ドリームワークス・アニメーションは『私と私の影』というタイトルのプロジェクトを発表し、2013年3月のリリースを予定していた。物語は、スタンリー・グラブという「世界で最も退屈な人間」に影を持つスタンが、よりエキサイティングな生活を求め、影の世界から逃げ出してスタンリーを支配することに関与していた。マーク・ディンダルがこの映画の監督に決まり、（同じくその概念とストーリーを開発した）この映画は伝統的アニメーションとCGIアニメーションを組み合わせることを意図していた。2012年1月には、ビル・ヘイダー、ケイト・ハドソン、ジョシュ・ガッドがキャストに加わることが決まった。さらに、アレッサンドロ・カルローニが監督を引き継ぎ、リリース日は2013年11月に延期された。リリース日は2014年3月14日になり、『天才犬ピーボ博士のタイムトラベル』が2013年11月に予定されていたリリースに取って替わった。2013年2月には、『私と私の影』が再度開発段階に移行し、『天才犬ピーボ博士のタイムトラベル』が元の2014年3月のリリースを再取得した。2012年には、『私と私の影』のプレス試写が行われ、ジェフリー・カッツェンバーグが寝てしまった。映画の制作に携わるクルーは"彼がin to〔ママ〕いるとは思わなかった"。試写後、彼はこの映画が$200百万の映画ではないと言った、それが必要だったものだと。2015年には、エドガー・ライトがドリームワークスのアニメーション映画の監督および共同執筆者として契約し、物語は影についての以前に開発されたコンセプトについての"新しい見方"であった。Colliderのインタビューで、ライトは彼とデイビッド・ウォリヤムスが3つの草案を書いたが、プロジェクトはドリームワークス・アニメーションの管理の変化により難航していると説明した。プロジェクトが難航している中で、発表から10年が経過してもなお『私と私の影』に対する公共の関心は高まっている; 多くの人がそれを見るのを待ち望んでいるが、『私と私の影』の状況は不確かである。                     |
| 劇場用映画                    | モンスターポカリプス                     | 2010年5月、ドリームワークスはゲームの映画化の権利を取得した。スタジオはティム・バートンにプロジェクトを提案した。バートンは7月に監督としてサインしたが、映画はモンスター映画『パシフィック・リム』と類似しているため部分的に製作されなかった。2016年、ワーナー・ブラザースがゲームの映画権に関する入札を勝ち取り、フェデ・アルバレスが共同執筆および監督をすることになった。 |
| 劇場用映画                    | 豚のスクロール                           | 2010年4月までに、スタジオは『豚のスクロール』に基づくアニメーション映画を開発していた。可能性のある監督にはバリー・ソネンフェルドが指名され、カーク・デミコが最近のスクリプト改訂を書いていた。 |
| 劇場用映画                    | プランツVS.ゾンビ                        | ビデオゲームに基づく映画の提案が行われた。 |
| 劇場用映画                    | ビーボ                                   | 2010年、ドリームワークス・アニメーションは『ビーボ』の製作を開始し、リン-マニュエル・ミランダによって考案されたアイデアとピーター・バルソッキーニによるコンセプトに基づいたアニメーション音楽映画であった。この映画は、音楽と冒険に執着するキンカジューがハバナからマイアミにかけて厳しい旅に出るものとして構想されていた。映画は最終的にドリームワークス・アニメーションによって解体され、2016年に映画は後にソニー・ピクチャーズ・アニメーションによって復活し迅速に進行中となり、カーク・デミコが監督を務め、ブランダン・ジェフォードが共同監督、リサ・スチュワートとリッチ・ムーアがプロデューサー、ローレンス・マークがエグゼクティブプロデューサー、キアラ・アレグリア・ハデスが脚本、ピーター・バルソッキーニがストーリーライター、ロジャー・ディーキンスがビジュアルコンサルタント、ヨン・ダク・ジュンが撮影監督として関与した。映画は、COVID-19パンデミックによる元々の劇場公開日から延期された後、2021年8月6日にNetflixで公開された。 |
| 劇場用映画                    | フローデッド・ドッグス                   | 2011年2月までに、ドリームワークスはバークレー・ブレザーの『フローデッド・ドッグス』の権利を取得した。2013年9月までに、ノア・バウムバックがこっそりとプロジェクトを執筆・監督していたことが判明した。 |
| 劇場用映画                    | リッズビル                               | 2011年1月、『リッズビル』テレビシリーズのコンピュータアニメ音楽映画化が開発中であることが発表された。コンドラッド・バーノンが監督予定で、アラン・メンケンが曲の作曲を行い、グレン・スレイターが曲作りを担当することになった。メンケンは1960年代のサイケデリック・コンセプトアルバムロックをオマージュする楽曲を提供すると述べていた。しかし、2016年6月、『リッズビル』の創設者シド・クロフトは「ヘア」や「トミー」のような完全なミュージカルになる予定だったが、奇妙な方向に進み、それは機能しなかったとウォール・ストリート・ジャーナルに語った。 |
| 劇場用映画                    | ムンバイの猿たち                         | 2011年1月までに、ドリームワークスは「ラーマーヤナ」のボリウッドスタイルのミュージカル適応を急いで進めていたが、猿たちによる視点で語られることになった。2匹の普通の猿たちが、古代の、神話的だと思われる悪魔から世界を救おうとする意外なヒーローとなる物語に沿って進むことになった。グリンダー・チャーダとポール・メイエダ・バーグスが映画の脚本を執筆し、スティーブン・シュワルツとA・R・ラーマンが曲やスコアを作成する予定であった。このプロジェクトは『ボリウッドの猿たち』、『ムンバイ・ミュージカル』、ならびに『ボリウッド・スーパースター モンキー』という作業タイトルの一連を経ることになった。その6月にケビン・リマがプロジェクトの監督に署名された。2014年、アーロン・テイラー＝ジョンソン、カル・ペン、リア・ミッシェル、ロハン・チャンドがキャストに加わる交渉をしていた。映画は当初2015年12月18日に公開される予定だったが、リリース日は2016年3月18日、2017年3月10日に延期された。2017年12月頃、リマは、ドリームワークスが内密に映画をキャンセルしたことを明らかにした。 非常に近いところまで来ていた。私たちはちょうど制作に移り始めており、アニメーションを始めたところでした。私はこの映画に2年半を費やしてきました。全ての曲は書き上げられていました。スティーブン・シュワルツとA.R. ラーマンもいました。私たちはちょうど始めようとしていたところでした。これは私の映画キャリアの中で素晴らしい失望の一つです。映画そのものに問題はなく、スタジオの売却に関する政治にすべてが関係しています。7名がこの時に映画を失ったようです。スタジオが現金化し、税金で書き落としたことにより、取り戻す唯一の方法は、再投資することになるでしょう。それは何千万人のドルにもなります。私は本当に頑張りました。スティーブン・シュワルツと私は、街にそれを持って行こうとしましたが、価格が表示されたとき、皆が驚きました。最終的には買い手を見つけることができませんでした。 |
| 劇場用映画                    | ランブルウィック                         | 2011年3月、ドリームワークスは『マイ・アンウィリング・ウィッチ』（『ザ・ランブルウィック・レターズ』）のアニメ化を発表し、ティム・ジョンソンとジム・ハーツフェルドがプロジェクトの脚本と監督を担当する予定だった。2016年には、ブレンダ・チャプマンがプロジェクトに取り組んでいたことを述べている。 |
| 劇場用映画                    | B.O.O.: 異次元機関                       | 2012年9月、ドリームワークスはセス・ローゲン、マット・ボーマー、メリッサ・マッカーシー、ビル・マーレイ、オクタビア・スペンサー、ラシーダ・ジョーンズ、ジェニファー・クーリッジが出演するゴーストに関するアニメ映画を発表した。この映画はトニー・レオンディスが監督を務め、トム・ウィーラーが脚本を手がけることになっていた。これは、『異次元機関（B.O.O.）』というゴーストの精鋭対抗幽霊ユニットに参加した二人のドジな出現者が、地球上で最も偉大な幽霊に直面しなければならないという物語だった。2015年6月5日にリリース予定であったが、ディズニー・ピクサーの『インサイド・ヘッド』と競合しないようにリリースが取り消された。その上、『ガーディアンズ 伝説の勇者たち』、『ターボ』、『天才犬ピーボ博士のタイムトラベル』などのヒットしなかった映画も考慮された。2015年に、レオンディスはドリームワークスからソニー・ピクチャーズ・アニメーションへと移動し、次の映画『絵文字の国のジーン』を開発することになった。 |
| マダガスカル                  | マダガスカル4                            | 当時のドリームワークス・アニメーションのCEOジェフリー・カッツェンバーグは2010年12月にマダガスカル フランチャイズに4作目がありそうだと述べ、新しい作品がニューヨークを舞台としていることが開示された。2012年6月、ドリームワークス・アニメーションのマーケティング責任者アン・グローブは、プロジェクトについて話すのは早すぎると述べた。1ヶ月後、エリック・ダーネルは、観客が新しい映画を望む場合、エリックや彼のチームが前作とは異なるアイデアを持つだろうと可能性を語った。映画は2018年5月18日に公開される予定だったが、企業再編とドリームワークス・アニメーションの新しい方針に伴い、年間2本の映画を公開するためにリリーススケジュールから外された。2017年4月、トム・マグラスは、このプロジェクトが進行中であることを確認したが、公式に発表されたことはなかった。 |
| ガーディアンズ 伝説の勇者たち | 『ガーディアンズ 伝説の勇者たち』続編    | 『ガーディアンズ 伝説の勇者たち』のリリース後、製作者たちは映画の強いA−シネマスコアの平均と熱心な口コミが支援を集め、「続編や二つできるチャンスを作りたい」と語った。映画の共同プロデューサーであり、『幼少期の守護者たち』の作者であるウィリアム・ジョイスは、続編を作るためにスタジオと話し合っていると述べた。 |
| 劇場用映画                    | 巨人: 大自然の力                         | 2012年、ドリームワークスは発表されていない映画『巨人: 大自然の力』に商標登録を行った。アートディレクターでビジュアル開発アーティストのピーター・ザスラフは、映画のコンセプトアートを投稿した（ただし、パスワード保護された）。 |
| 劇場用映画                    | ラリキンズ                               | 2013年6月までに、ティム・ミンチンが『ラリキンズ』の曲とスコアを作曲することになり、これはハリー・クリップスのオリジナルコンセプトに基づいて設計されたものであった。プロジェクトは、岩石の下にいる家を出てオーストラリアの音楽バンドとロードトリップをする砂漠に住むビルビーの物語に関するものであった。3年後、ミンチンとクリス・ミラーが映画の監督になった。マーゴット・ロビー、ヒュー・ジャックマン、ナオミ・ワッツ、ローズ・バーン、ベン・メンデルソーン、ジャッキー・ウィーバー、ジョシュ・ローソン、ダモン・ヘリマン、ユーウェン・レスリーが映画のキャラクターの声を担当する予定だった。この映画は2018年2月16日に公開される予定であった。2017年、ミンチンは自身のブログでプロジェクトがキャンセルされたことを明らかにした。ミンチンはブログで次のように書いている。最近、私は3つの異なる大陸で働いており、子供たちが非常に恋しく、十分に眠らず、ピアノを弾く時間が少なすぎます。そして数日前、私が4年間捧げたアニメ映画が新しいスタジオの重役たちによって中止されました。私が知っている唯一の方法は、不満と悲しみを公の場で人々に向けたり、酒を飲んでバラードを演奏したりすることです。 |